# Histoire de La Chapelle-Saint-Mesmin

Les armes de La Chapelle-Saint-Mesmin se blasonnent ainsi :
D'azur à la croix componée d'argent et de gueules de neuf pièces, cantonnée de quatre fleurs de lys d'or.
Elles furent adoptées par le conseil municipal en 1977.

Logo de la commune

Cet article présente l'histoire de La Chapelle-Saint-Mesmin, commune française du département du Loiret en région Centre-Val de Loire.

## Préhistoire et protohistoire
En 1856, la grotte du dragon de Béraire, cavité souterraine naturelle apparue au cours de l'holocène, est découverte par l'archéologue Ernest Pillon.
En 1935, un site préhistorique du Paléolithique supérieur a été trouvé au lieu-dit Monteloup.

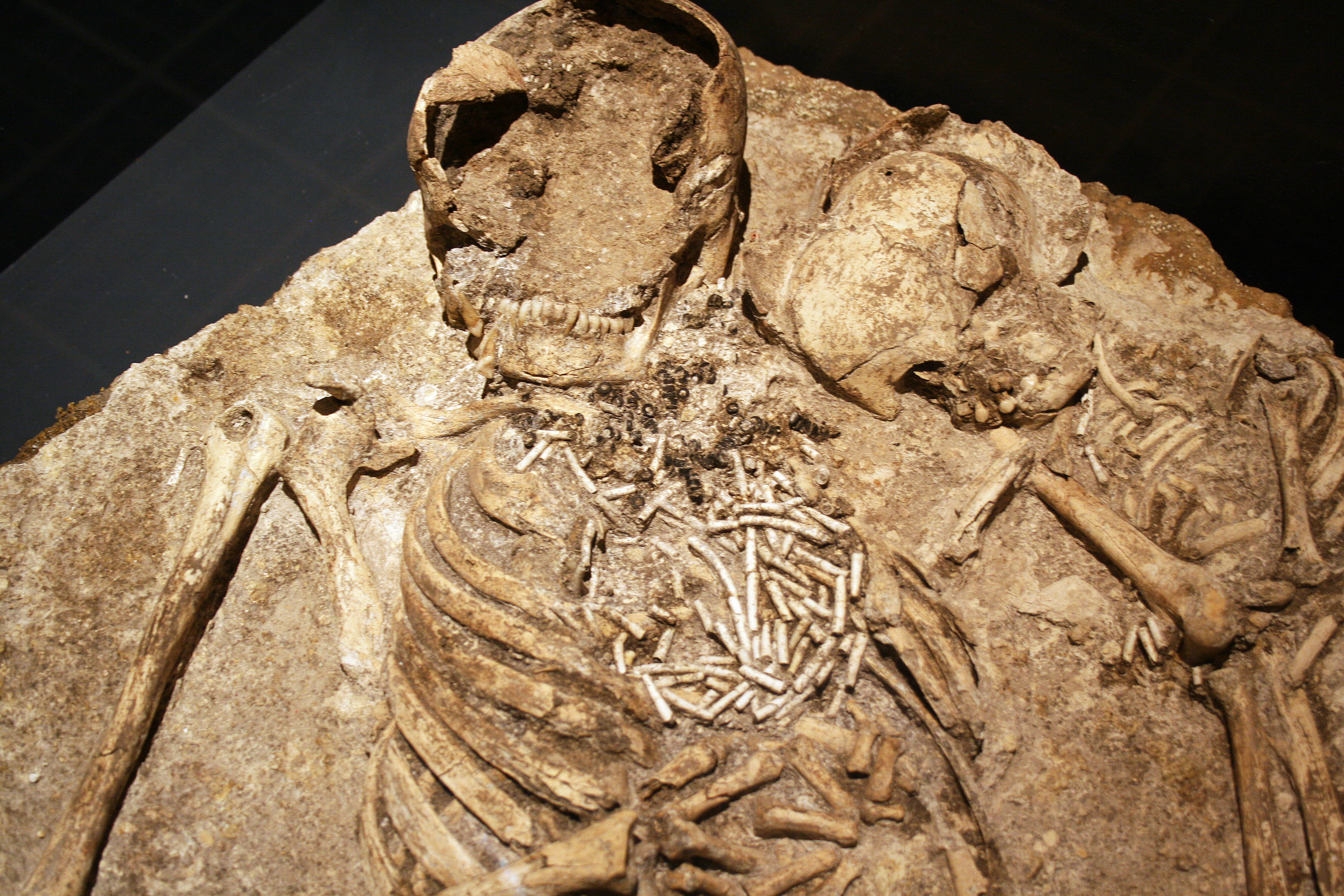
La Dame de Monteloup

Plusieurs outils de silex y ont été découverts: des grattoirs, des burins, des perçoirs, des racloirs, des raclettes, des microlithes, des lames, des lamelles, un pic et des nucléi.
En 1967, un site de chasseurs de rennes remontant à la période Magdalénienne est découvert également au lieu-dit Monteloup.
Des travaux d'agrandissement d'une cave dans le hameau des Neuf-Arpents (1988) ont mis au jour une double sépulture datant du néolithique : « La Dame de Monteloup », une femme d'une vingtaine d'années tenant contre elle un enfant de dix-huit mois. Les riches parures retrouvées sur son corps révèlent son honorabilité ou son niveau de richesse ainsi que l'existence probable d'une coutume funéraire.
En 1994, lors de l'aménagement de la voie de desserte reliant la nouvelle station d'épuration entre le chemin de Fourneaux et la route départementale 2152, a été découverte une pointe de sagaie en silex taillé datant du Paléolithique supérieur.

## Antiquité
Avant la conquête romaine, la région est dominée par les Carnutes, peuple de la Gaule celtique. Ceux-ci occupent globalement le Sud-Ouest du bassin parisien, ce qui correspond à ce qu'on appellera plus tard la province de l'Orléanais, vaste région comprenant entr'autres, Chartres et Blois et dont la capitale était Orléans. Cenabum, la future Civitas Aurelianum (Orléans) qui sera fondée par l'empereur romain Aurélien après  52 av. J.-C., occupait déjà sur la Loire, avec les villages environnants, une position de premier plan, grâce à son agriculture, sa batellerie (déjà probablement à voile) et son commerce. Des vestiges d'armes datant des environs de l'an 1000 avant notre ère retrouvés dans les sables du fleuve autour d'Orléans, atteste même d'une forme de navigation sur la Loire, du type pirogue monoxyle, dès l'âge du bronze. À partir de l'époque gallo-romaine avec les nautae Ligerici, la marine de Loire, toutefois ralentie d'abord par les invasions barbares puis plus tard par les invasions normandes, continue de se développer aussi bien dans le transport des passagers que de celui des marchandises sous la dénomination de la communauté des Marchands fréquentant la rivière de Loire et autres fleuves descendant en icelle, qui apparait dans les écrits au XIVe, mais qui avait été certainement créée quelques siècles auparavant.
Au début de notre ère, sur l'emplacement actuel de l'église saint-Mesmin, se tenait une villa gallo-romaine appartenant à un dénommé Béraire (Villa Berarii). Cette villa surplombait la falaise dans laquelle se trouve la grotte du dragon de Béraire.
De juillet à août 2007, des sondages d'inventaires archéologiques sont réalisés au lieu-dit Gouffault dans diverses parcelles agricoles du secteur cadastral dit Les Ouries. Ces fouilles effectuées sur une superficie de 720 m2 ont permis de mettre en évidence des vestiges, pour certains datant de plus de 2 000 ans, comme les fondations d'anciennes structures bâties, des fossés, des monnaies, des objets métalliques et des céramiques. Parmi les monnaies, des pièces d'origines gauloise du IIe siècle avant notre ère, romaine du IIe siècle et carolingienne du IXe siècle ont été découvertes. Des outils agricoles (joug de garrot, racloir de tanneur) et des éléments d'habits (anneau de bronze, boucles, fibule) figuraient parmi les objets métalliques. Les céramiques découvertes sous forme de tessons dataient des époques gallo-romaine et carolingienne. Ces fouilles permettent d'attester de présences gauloises et  gallo-romaines au début de notre ère suivies d'une réoccupation carolingienne du site vers les années 800/900.
En 2009, on découvre les fondations de l'annexe d'une villa gallo-romaine au lieu-dit des Chesnats (voir chapitre Moyen Âge ci-dessous).

## Moyen Âge
En 1990, des fouilles effectuées sous le poste de garde de la 1re mairie édifiée en 1831 sur l'emplacement de l'ancien cimetière de l'église, mettent au jour de nombreuses sépultures dont un sarcophage et de la vaisselle en céramique d'époque mérovingienne. On y découvre également les restes d'une latrine creusée probablement pour les besoins du poste de garde. Également, fin 1990, de nombreux ossements et fragments de céramique ont été découverts, à l'occasion de la replantation de tilleuls sur la place du bourg (qui empiétait probablement sur l'ancienne nécropole mérovingienne de l'église proche).

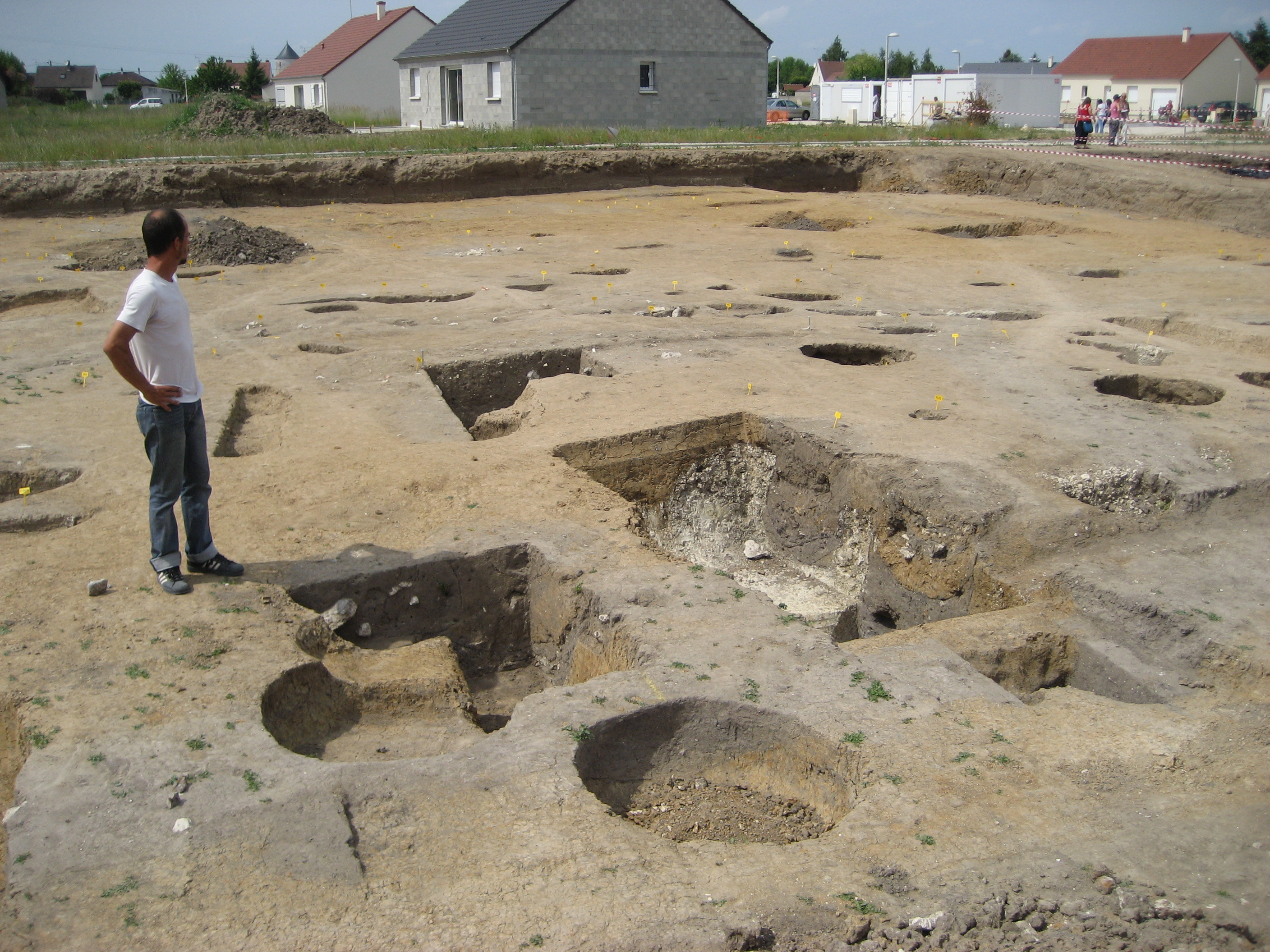
Vue d'une partie du chantier de fouilles archéologiques des Chesnats en mai 2012.

Grâce à des fouilles archéologiques préventives effectuées par le bureau d'études Éveha, entre 2009 et 2012 en vue de l'aménagement d'un nouveau lotissement de 5 hectares dans le quartier dit les Chesnats, la mise au jour de vestiges d'un village du haut Moyen Âge, véritable réserve à grains, prenant sa source à l'époque gallo-romaine (du Ier au XIe siècle), site historique de plusieurs hectares retraçant 1 000 ans d'histoire, a été découvert (culture, silos, élevage, artisanat, chasse, habitat, costumes, sépultures). Ce site archéologique est considéré actuellement comme l'un des plus importants en France pour cette période.

Squelette de veau

Ces fouilles ont permis d'attester qu'un important village s'est mis en place principalement durant le haut Moyen Âge (Ve siècle - XIe siècle). Des dizaines de milliers de vestiges immobiliers ont été découverts : fosses, trous de poteau et fossés formant des bâtiments en matériaux périssables (probablement plusieurs dizaines aux architectures et aux fonctions différentes), aires d'ensilage, parcelles où se sont côtoyés élevage et culture. De très nombreux objets ont été également été découverts, renseignant sur la vie quotidienne des villageois (pratiques alimentaires, consommation, artisanat, culture, élevage, chasse, etc.) durant cette période (clés, vaisselles, faucilles, serpettes, émondoirs, broches, lissoirs, pesons, fusaïoles, palettes de tissage, poteries, céramiques, briquets en fer, agrafes à double crochets, fibules, peignes, boucles d'oreilles, boucles de ceintures, fer de lance, pointes de flèches, carreaux d'arbalètes, mors incrusté d'argent et boucle de harnachement de cheval, restes organiques de denrées, ossements de porcs, d'ovins, de caprins, de bovins, de chevaux, de poissons, de chats et de chiens). Enfin, une dizaine de sépultures (dont trois du VIIIe siècle) a été mise au jour.
À la suite des fouilles, la commune a mis en place une exposition, en octobre-novembre 2012, afin de présenter à ses habitants et à ceux de l'agglomération l'ampleur des découvertes réalisées.

Objets découverts dans les fouilles des Chesnats en 2009-2012
Agrafe
Briquet
Clé
Faucille
Fibule
Lissoir
Mors de cheval
Peson
Vaisselle

En 408, les Alains et les Vandales franchissent la Loire. Le clan dirigé par Goar, accepte alors de se joindre aux forces armées romaines. Aetius l'installe sur la Loire et à Orléans. Plus tard, sous le commandement du roi Sangiban, les Alains se joignent aux forces d'Aetius contre les Huns qui envahissent la Gaule vers 450. Attila assiège Orléans en 451 mais y est défait par la coalition d'Aetius, de Mérovée et de Théodoric. Ils prennent ensuite part à la bataille des champs Catalauniques.
La bataille d'Orléans se déroule en 463 entre les forces de l'Empire romain du magister militum Ægidius, soutenu par Childéric Ier, et les troupes du royaume wisigoth. Frédéric, le frère du roi wisigoth Euric, y est tué selon la chronique d'Hydace de Chaves. La chronique de Marius d'Avenches indique que la bataille a lieu entre Loire et Loiret (« inter ligerem et ligericinum 
»), sur la rive gauche de la Loire à Orléans. Le conflit se termina en une coûteuse défaite de l'armée des Wisigoths, qui fut mise en déroute, et la mort de leur commandant Frédéric.
A la mort du roi Clovis Ier en 511, le royaume d'Orléans revient à l'ainé de ses fils Clodomir. Celui-ci meurt en 524 et Orléans échoit alors à Childebert Ier, roi de Paris, jusqu'à sa mort en 558. En 561, Orléans fait partie du domaine du roi Gontran. L'Orléanais passe, à la mort de celui-ci (vers 593), à Childebert II, roi d'Austrasie. Au VIIe siècle, il sera rattaché à la Neustrie.
La légende veut qu'aux environs du VIe siècle, Saint Mesmin l'ancien, qui établit un monastère à Micy, de l'autre côté de la Loire, y combattit un dragon à Béraire (premier nom du village), donnant son nom à ce lieu (voir plus bas l'histoire de la grotte du dragon et l'article sur les saints Sauroctones). Le document le plus ancien existant sur la vie de saint Mesmin a été écrit au IXe siècle par un certain Berthold, moine de l'abbaye de Micy.
On estime que les moines de l'abbaye Saint-Mesmin de Micy sont sans doute les premiers à avoir développé la culture du vin d'Orléans et ce, dès le début du VIe siècle.
À sa mort en 520, saint Mesmin se fait ensevelir dans la grotte située sous la Villa Berarii (Béraire). Cette grotte renferma également les tombeaux des abbés Théodomir (570) et Saint Mesmin le jeune (593), aujourd'hui disparus. Cette grotte devient un lieu de pèlerinage jusqu'à son oubli.
Vers 550, une première église basilique funéraire est érigée au-dessus du tombeau de Saint Mesmin à l'initiative du vicomte d'Orléans, Agylus (voir Saint-Ay). Vers 675, les reliques de saint Mesmin sont transférées vers Orléans.
En 741, Pépin le Bref devient maire du palais de Neustrie dont dépend l'Orléanais et c'est à la mort de celui-ci en 768, que la Neustrie et l'Orléanais entrent dans l'unité carolingienne avec l'avènement de Charlemagne.
Le 6 juin 848 dans la cathédrale d'Orléans et en présence de l'évêque de ce diocèse, Agius, Charles II le Chauve, est sacré roi de la Francie occidentale puis est acclamé par les grands du royaume.
L'Orléanais, en tant que titre de possession, apparait au IXe siècle. C'est ce titre qui sera ensuite donné en apanage aux fils cadets des rois de France.
En 987, le comte d'Orléans, Hugues Capet devient roi de France, le 1er d'une longue lignée de la dynastie Capétienne.
Au IXe siècle-Xe siècle, la première église est détruite à la suite des invasions normandes. Entre le XIe siècle et le XIIe siècle, l'église Saint-Mesmin est édifiée.
En 1180, les rois Louis VII le Jeune puis Philippe Auguste libèrent du servage les paysans résidant dans un rayon de cinq lieues (environ vingt quatre kilomètres) autour d'Orléans. En 1183, il est même décidé d'accorder des privilèges aux journaliers qui acceptent de venir s'établir à Orléans et dans les bourgs environnants. Ceci, contrairement aux évêques d'Orléans successifs et du chapitre de la cathédrale Sainte-Croix qui, eux, maintiendront le servage sur leurs terres jusqu'au XVe siècle.
L'existence des vignobles de Loire est attestée dès le XIIIe siècle (vins rouge et blanc) par des textes précis notamment par des statuts écrits. Le vin rouge d'Orléans, l'Auvernat, apparus à la fondation de l'abbaye Saint-Mesmin de Micy (VIe siècle), acquiert tout le long du Moyen Âge une grande renommée et on le trouve dans les cours royales de France et d'Angleterre où les rois Richard Coeur de Lion et Jean Sans Terre en consomment de grandes quantités. Les crues régulières de la Loire bonifient et apportent du limon à la terre. Au XVe siècle, le vignoble orléanais s'étend de Chateauneuf-sur-Loire à Beaugency. Vers 1400, une députation de vignerons va trouver le Duc Louis Ier d'Orléans pour lui signifier que « les gens d'Orlenois ne sont fondez que sur vignoble ». A la même époque, la pèche en Loire fait vivre une partie de la population des villes et villages établie sur le fleuve. La halle aux poissons d'Orléans est mentionnée dès le XIVe siècle. Durant l'année 1385, le volume des sels remontant la Loire est estimé à 11 500  muids.
Dans la 2nde partie du XIVe siècle, les grandes compagnies ravagent et rançonnent l'Orléanais. En 1363, des bandes de brigands menacent même Orléans.
À partir de 1380, les bateaux salins remontant le fleuve doivent s'acquitter d'un péage de « droit de salage » auprès des moines de l'abbaye Saint-Mesmin de Micy dont dépend le village de La Chapelle. Cette taxe, d'abord levée en nature et correspondant à une mesure de sel pour chaque bateau-mère remorqueur, sera remplacée à partir de 1546 par un règlement en argent. Elle sera confirmée par le conseil du roi en 1586 puis finalement supprimée en 1631 avec une trentaine d'autres péages sur eau situés entre Nantes et Orléans.
Au début du XVe siècle, afin de contenir les caprices de la Loire, les 1ères turcies commencent à être érigées de façon plus ou moins empirique aux alentours d'Orléans. Un trafic important de bateaux profite des courtes périodes favorables pour procéder au transport de marchandises. Orléans, à cette époque, accueille ses quatre grandes foires annuelles auxquelles se rendent des marchands de tout le pays et probablement les paysans des bourgs environnants. Les marchandises proviennent pour partie du cour inférieur du fleuve et sont très variées : sel, vin d'Anjou et de Touraine, ardoises d'Angers, poissons séchés ou salés en provenance de l'océan, etc. Ces embarcations acceptent parfois les passagers quand il reste de la place. Ce commerce est encadré par la corporation orléanaise appelée « Communauté des marchands fréquentant la rivière de Loire et fleuves descendants en icelle. » et regroupe les bateliers et nautoniers des villages environnants afin de peser sur les droits et péages perçus à chaque passage du fleuve. Le rôle de cette communauté est également, tout en tentant de faire respecter les règlements de la navigation fluviale tout le long de la Loire, de faire entreprendre ou d'entreprendre elle-même les travaux d'entretiens nécessaires à la viabilité des eaux. Le parcours d'entretien de la Loire, assuré par des délégués choisis dans la communauté, était divisé en une vingtaine de cantonnements répartis entre Roanne et Nantes. Le cantonnement d'Orléans couvrait les limites de Beaugency jusqu'à Saint-Benoit-sur-Loire. La communauté avait aussi pour mission de baliser, de façon régulière au moyen de pieux plantés dans le lit du fleuve, les passages jugés dangereux pour la navigation.
Le renforcement de la monarchie, la présence quasi-permanente de la cour dans le Val de Loire et le rôle politique qu'elle joue à partir de la fin du XVe siècle et du début du XVIe siècle favorisent l'économie ligérienne : d'une simple voie d'eau de transport de marchandises de 1ère nécessité (sel, denrées agricoles), la Loire, grâce à la domestication de son cours, se transforme progressivement en une voie de communication de plus en plus diversifiée.
Au cours de la guerre de Cent Ans, lors du siège d'Orléans par les troupes anglaises renforcées par les bourguignons, l'église Saint-Mesmin fait l'objet de pillages et de destructions. Les troupes du bourguignon Jacques de Crèvecœur, père du futur Philippe de Crèvecœur d'Esquerdes, allié des anglais, établi son camp au lieu-dit de La Chapelle Le Camp, appelé aussi Le bastion de Crèvecœur. Après la libération d'Orléans, les 15 et 16 juin 1429, les armes et munitions, ayant servi au siège de Jargeau, sont conduites par trois chalands qui passent devant la Chapelle jusqu'à Meung-sur-Loire puis Beaugency que Jeanne d'Arc enlève aux Anglais.
Le 27 mai 1469, le prince Louis, Duc d'Orléans, futur roi Louis XII, alors âgé de 7 ans, passe devant la Chapelle, avec sa mère Marie de Clèves et toute sa suite à bord de sa galiote ducale, pour se rendre de Chateauneuf-sur-Loire au Château de Blois.
En 1493, le reliquaire de saint Mesmin est confié à l'abbaye de Micy.
Érigée en Duché d'Orléans depuis 1344, l'Orléanais fait partie du domaine royal dès 1498 et est placé sous le contrôle de la famille d'Orléans.
Jusqu'au XVIe siècle, le fief de la Gabellière, dans lequel se tenait la Maison du Temple de la Gabellière (constituée d'une maison, d'une grange, d'un colombier, de trois moyes de terre et d'un clos de vigne) dépendait de la Commanderie de Saint-Marc d'Orléans qui y rendait la haute, la moyenne et la basse justice.

## Époque moderne

### Ancien régime

#### XVIe
Au XVIe, la commune dispose d'installations portuaires. En effet, on trouve mention du « port et passage de Saint-Mesmin » dès 1529.
En 1502, afin de contribuer à la sécurité de la navigation de Loire, le roi Louis XII autorise les bateliers à percevoir une taxe, le droit de boëtte (boîte), sur les marchandises que ceux-ci transportent « pour les deniers qui viendront et istront d'iceux aides convertir et employer en la déduction et poursuite de leurs causes et besoins communs et réparations qu'il leur conviendrait faire continuellement es dites rivières pour la sûreté et la conduite de leurs bateaux. » 
En 1519, les galiotes du roi François Ier, de la reine Claude et de leur suite, qui se rendent d'Orléans à Blois, passent à la hauteur de La Chapelle Saint-Mesmin. Ils sont remorqués par quatre tirots à rames.
Sous le règne d'Henri II, on décide d'élever, partout où cela est nécessaire, des turcies ou levées afin de rétrécir le lit du fleuve et permettre ainsi à la batellerie de suivre un chenal d'étiage sécurisé.
Au début du mois de mai 1549, la Loire en crue menace de nombreuses digues et la paroisse de Saint-Mesmin et quelques autres sont submergées. Les mariniers sont réquisitionnés pour porter secours « aux pauvres gens assiégés dans leurs maisons ».
Du fait des guerres de Religion, l'église Saint-Mesmin est incendiée en 1562. Au moment de l'occupation de la ville d'Orléans par le prince protestant Louis Ier de Bourbon-Condé en avril 1562, les troupes huguenotes stationnent à La Chapelle-Saint-Mesmin au camp de Vaussoudun situé en bordure de Loire où alternent psaumes, prêches, exercices militaires et pillages (« picorée ») dans les fermes voisines. Au début de l'année 1563, les troupes catholiques, avec à leur tête le duc François Ier de Guise, s'installent sur la rive opposée de la Loire dans le but d'assiéger Orléans. De Guise sera assassiné non loin de là, à Saint-Hilaire-Saint-Mesmin, pendant le siège par le protestant Jean de Poltrot de Méré.

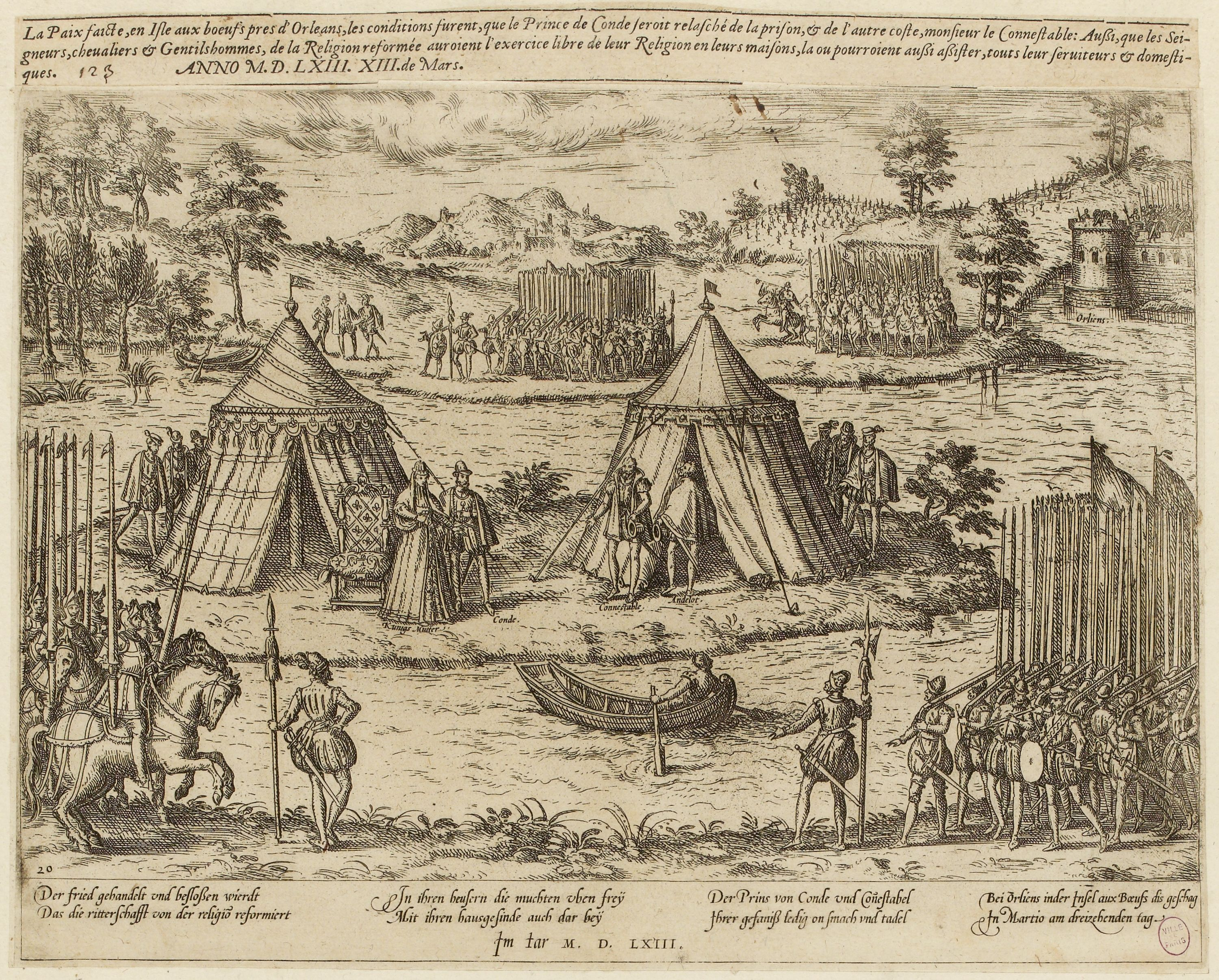
La paix de l'Île-aux-Boeufs, près d'Orléans, le 13 mars 1563

Le 13 mars 1563, sur la petite Ile-aux-Bœufs, située à l'époque au milieu du fleuve au niveau de La Chapelle-Saint-Mesmin et de Saint-Pryvé-Saint-Mesmin, la régente Catherine de Médicis entame des négociations avec le Prince de Condé, chef de la rébellion protestante, comme préambule à la Paix d'Amboise, traité qui sera signé quelques jours plus tard par le jeune roi Charles IX,.
Le 17 mai 1571, les habitants du village sont témoins du passage sur la Loire, de la suite du roi Charles IX installée à bord de six navires escortés de deux toues voguant dans le sens Orléans-Blois.
Faisant suite au massacre de la Saint-Barthélemy à Paris le 24 août 1572, dans la nuit du 25 au 26 août 1572 à Orléans, la chasse aux huguenots est déclarée, suivie par l'assassinat de 800 à 900 orléanais. La plupart des victimes furent jetées dans la Loire et la contagion gagna aussitôt les villes environnantes.
En 1591, entre les hameaux de l'Ardoise et de la Tortue, se déroule un affrontement très meurtrier entre membres de la Ligue catholique et les troupes de l'ancien gouverneur huguenot de l'Orléanais. En effet, vers la fin du XIXe siècle, ont été retrouvées, de part et d'autre de l'ancienne route de Meung-sur-Loire (actuelle route départementale 2152), de nombreuses sépultures dans des fosses particulièrement profondes ainsi que des balles (pistolet, arquebuse ou mousquet), et ce, dans un rayon de 300 mètres.
À partir de l'année 1594, l'administration des turcies et levées de Loire, qui dépendait auparavant des villes ou  des paroisses, est confiée aux officiers royaux.

#### XVIIe
Le 18 avril 1601, le roi Henri IV assiste, avec la reine Marie de Médicis à la pose de la 1ère pierre de la reconstruction de la Cathédrale Sainte-Croix d'Orléans détruite par les huguenots en 1568. Les pierres de taille utilisées pour la cathédrale, et plus tard pour le Pont George-V d'Orléans (ancien Pont-Royal), sont principalement issues des carrières de La Chapelle, très réputées dès cette époque pour leur dureté et leur qualité.
Les plus anciennes statistiques concernant le nombre de feux dans le village remontent à l'année 1616. On compte cette année-là 185 feux ce qui correspond à environ 832 habitants. La première transcription d'actes d'état-civil dans les registres paroissiaux date de l'année 1642.
Lors d'un recensement des débits de boissons effectué dans le département du Loiret en 1627, on compte dans la paroisse trois taverniers taxés de quatre à seize livres tournois par bouchon.
Pendant la Fronde, au début de l'année 1652, les troupes royales ayant soumis les rebelles du Poitou, remontant le fleuve jusqu'à Orléans pour regagner Paris, en compagnie du cardinal Jules Mazarin, du jeune roi Louis XIV et de la régente, se voient interdire l'entrée de la ville.
En 1682, le ministre Jean-Baptiste Colbert décide de mettre fin à la gestion du droit de boëtte par la Communauté des marchands fréquentant la rivière de Loire, institué par le roi Louis XII en 1502 qui autorisait les bateliers à percevoir une taxe sur le transport des marchandises. Ce privilège était censé financer la sécurité de la navigation de Loire. Le ministre charge désormais les intendants et ingénieurs royaux de la direction des travaux et de l'entretien du fleuve. En 1705, un édit créera un office de trésorier royal directement chargé de percevoir ce droit de boëtte. 
Au début du siècle, on comptera jusqu'à un total de 120 péages sur la Loire prélevés quasiment dans chaque port.
Devant l'augmentation alarmante des crues de la Loire, et par ordonnance du Duc d'Orléans datée du 12 octobre 1689, il est fait obligation aux habitants des paroisses concernées de « venir travailler sur ladite levée [...] avec pelles, hottes, besches et autres instruments pour hausser la chaussée ».
Bien après à la mort de Gaston d’Orléans, il est décidé, en 1696, de ramener par voie navigable vers Paris, les meubles et tapisseries restés au château de Blois depuis 1660. Après avoir quitté Blois avec tout le chargement le 26 septembre 1696, la toue louée pour l'occasion est contrainte de faire escale le lendemain à La Chapelle pour la nuit en raison de la faiblesse des vents. Le surlendemain, en raison de la profondeur du fleuve et du nombre important de bateaux voguant autour d'Orléans, les passagers de la toue doivent faire une nouvelle escale à Jargeau après n'avoir naviguer que 4 lieues. D'autres déconvenues de ce type au cours du trajet ne feront parvenir à Paris la cargaison du bateau que 15 jours plus tard.
Le 8 septembre 1697, le naufrage du bac effectuant le passage entre La Chapelle et Saint-Nicolas (actuel territoire de Saint-Pryvé-Saint-Mesmin) cause la mort par noyade de 22 personnes dont une douzaine de chapellois. La plupart des victimes sont des vignerons qui se rendaient certainement au pèlerinage annuel de Cléry.
Au cours des XVIIe siècle et XVIIIe siècle, des troubles ou émeutes, dus à la misère dont souffrent les classes populaires, se produisent régulièrement dans l'Orléanais. Notamment en 1630/1631 avec les émeutes de la faim, et en 1642 contre les maltôtiers. En 1649, en réaction à la gabelle, des habitants des villes en amont de la Loire, répartis dans une centaine de bateaux et estimés à plus de 1 000 hommes en armes, vont à Nantes prélever du sel pour le revendre dans les ports en remontant le fleuve d'Angers et Orléans, devant les agents du fisc impuissants. Au cours de la Révolte des sabotiers, qui rassemblait plus de 7 000 paysans en 1658, on pille les barques de sel sur la Loire. Entre 1662 et 1664, une famine effroyable s'appesantit sur l'Orléanais : les habitants des villes de Loire arrêtent et pillent les bateaux chargés de blé, les paysans fuient leurs villages pour émigrer vers les régions voisines. En 1686 et plus tard en 1693, l'agitation reprend et le brigandage est monnaie courante. On pille les convois de blé qui circulent sur les routes et sur la Loire. Le Grand hiver de 1709 et son cortège de misères ravivent les tensions et de nombreux ateliers ferment leurs portes à Orléans. Cette persistance du désordre et l'impuissance de la monarchie à en supprimer les causes, auront pour conséquence, pendant près de deux siècles dans tout le pays, de favoriser une situation pré-révolutionnaire à la fin du XVIIIe siècle,.

#### XVIIIe

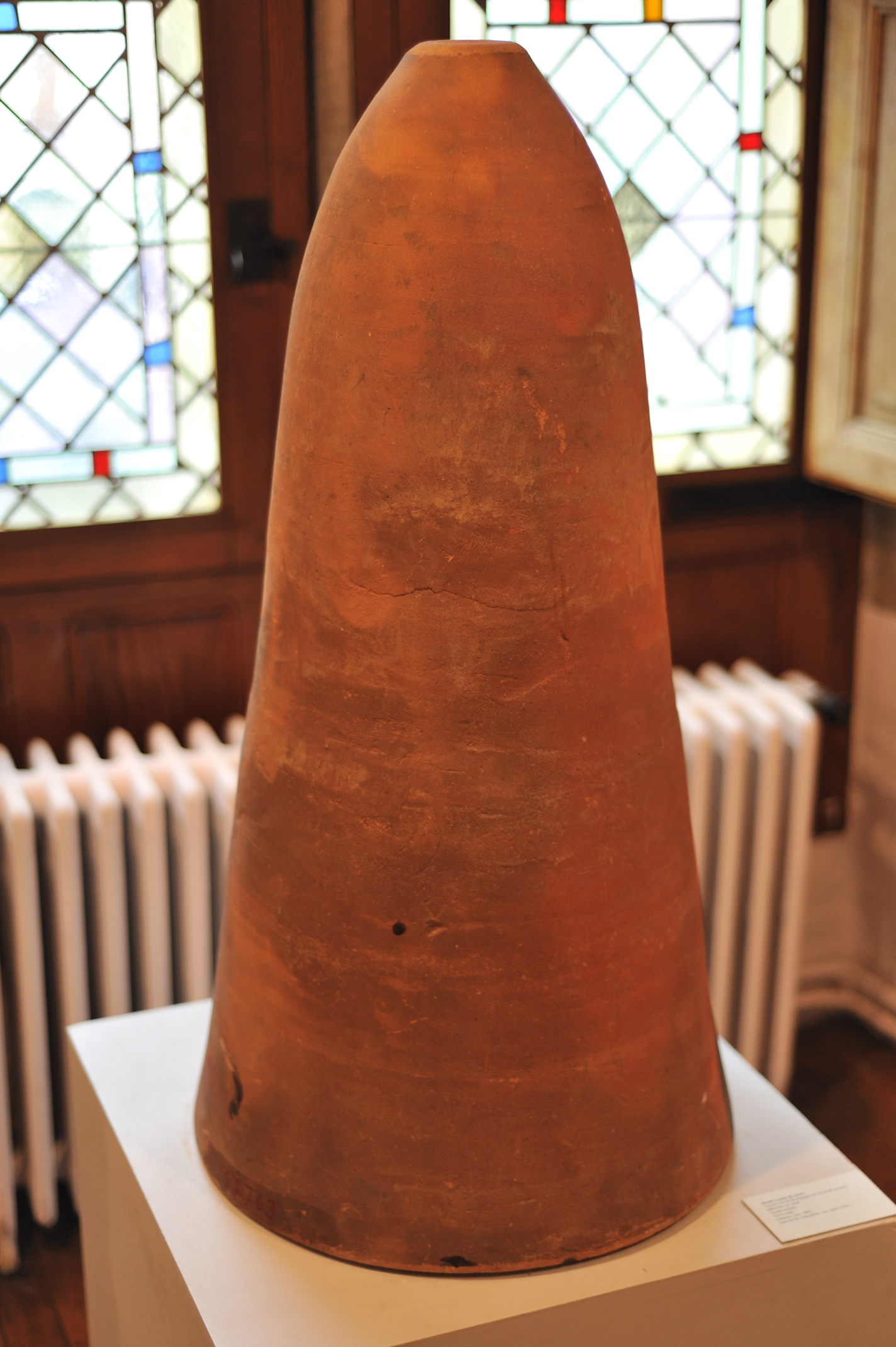
Orléans musée historique et archéologique - Forme à sucre

A cette époque, le trafic est particulièrement intense sur le fleuve. Depuis le Moyen-Age et jusqu'au XIXe, on voit régulièrement passer sur le fleuve des trains de bois ou eschargeaux, ceci afin de permettre de répondre à la forte demande en bois de chauffage, de construction, de marine ou de viticulture. On estime, qu'entre le XVe et le XVIIIe, le tonnage des bateaux de marchandises reliant Roanne à Nantes (donc passant à la hauteur de la Chapelle) a décuplé, hormis le transport du sel qui lui est resté stationnaire. 
De la fin du XVIIe jusqu'à la fin du XIXe, on a compté, à Orléans et dans ses faubourgs jusqu'à 39 raffineries de sucre qui importaient depuis les Antilles par la Loire remontant de Nantes, le sucre de canne denrée très recherchée à partir de cette époque ainsi que les autres produits coloniaux issus de l'esclavage (comme le café, les épices, le coton, l'indigotier...). Les formes à sucre et les pots à mélasse servant à raffiner le sucre, retrouvés dans les fouilles archéologiques locales attestent de l'importance de l'industrie des céramiques de raffinage à Orléans et ses environs durant deux siècles. Après le déclin du raffinage du sucre, les formes à sucre seront réutilisées comme mitre (ou mitron) sur les têtes de cheminées des anciens immeubles et maisons d'Orléans et de sa périphérie.
Il semble que la pratique du halage à partir des hausserées pour la remonte dans cette région du fleuve, devait rester exceptionnelle du fait de la force suffisante des vents dominants venant de l'ouest (vent de galerne), du peu de méandres existant en aval du fleuve et aussi du surcoût que cela représentait pour les mariniers dans le transport des marchandises, excepté le sel.
Depuis le XVIe, l'application de la règle de 1577 pour les marchands de Paris de s'approvisionner en vin au delà de 20 lieues de la capitale, favorise la percée des vins ligériens les plus proches, notamment ceux des alentours d'Orléans, facilement acheminables par voie d'eau.
En 1703, la déclaration royale du règlement de l'utilisation de la Loire, sorte de code de la rivière qui s'impose aux mariniers, pêcheurs, meuniers et marchands, est promulguée. Elle défend en particulier aux mariniers de naviguer de nuit et aux meuniers d'installer leurs moulins à bac flottants n'importe où. En effet à cette époque, on en répertorie un très grand nombre quasiment à proximité des ports de chaque ville ou village, leurs installations anarchiques au milieu du chenal mettant en danger la navigation et provoquant fréquemment accidents et naufrages. Par exemple, en octobre 1785, une mission d'inspection réalisée par l'ingénieur en chef des turcies et levées de la Loire constate qu'entre le dernier pont d'Orléans et le village de La Chapelle, cinq digues soutenant les eaux font tourner 12 à 14 moulins bateaux, barrant quasiment le fleuve à la navigation.
En 1763, l'auteur Jean de la Fontaine décrit ainsi le port d'Orléans : « De chaque côté du port, on voit continuellement des barques qui vont à voile; les unes montent, les autres descendent. ». La Marquise de Sévigné ajoute : « A peine sommes-nous arrivés ici que voilà vingt bateliers autour de nous, chacun faisant valoir la qualité des personnes qu'il a menées et la qualité de son bateau. ». Avant que les coches d'eau réguliers ne soient mis en service au XVIIIe siècle, les services de voyageurs n'avaient lieu qu'à la demande. D'après Arthur Young, le trajet Nantes-Orléans prenait quatre jours et demi et une toue cabanée pouvait mettre 16 heures pour effectuer le trajet Orléans-Saumur. Parallèlement, les routes de terre qui longent le fleuve sont progressivement carrossées par les pouvoirs publics pour améliorer le transport entre les villes.
Parmi les mariniers, la crainte des tempêtes, débâcles, collisions et naufrages est très présente. L'une des solutions pour mettre les toues à l'abri de ces dangers est d'abord de débarquer les marchandises le plus rapidement possible. L'autre solution, est de déplacer les bateaux en aval d'une île ou dans l'embouchure d'un affluent comme le Loiret, situé juste en aval d'Orléans après La Chapelle. En effet, l'abri de ce cours d'eau en faisait un refuge naturel connu des mariniers car ses eaux ne gèlent jamais.
En 1764, un arrêt du Conseil d'État, prononce la suppression du droit de boëtte et décide, qu'à l'avenir, les dépenses d'entretien du fleuve seraient prélevées sur les fonds de l'administration des turcies et levées.
Depuis le XVIIIe, on note la présence d'un maître et d'une maîtresse d'école. En effet, en 1705, une rente annuelle établie grâce à un legs transmis par la famille Genty, propriétaire du Château des Hauts, est destiné à « commencer l'établissement d'une école de charité (de garçons) en la paroisse de La Chapelle-Saint-Mesmin ». En 1710, une rente annuelle de même nature, mais d'origine anonyme, est versée au bénéfice des écoles de charité de filles de plusieurs paroisses dont celle de La Chapelle Saint-Mesmin.
En 1752, le conseil de fabrique de l'église décide de financer l'édification, au début de la rue actuelle du petit château, d'une maison (contigüe avec celle du vicaire), prévoyant au rez-de-chaussée, un local pour la classe et au premier étage, un logement réservé à la maitresse d'école.
En 1771, une partie des reliques de saint Mesmin est conservée dans l'église Saint-Mesmin (lettre de l'abbé Bordier au syndic du clergé Monsieur de Guyenne).
En 1772, le roi décide par édit, de la suppression de l'administration des levées et turcies, dont les attributions seront désormais confiées au département des ponts et chaussées. Le même édit, confirmé par arrêt du conseil d'État du 24 avril 1773, dissout le bureau de la communauté des marchands fréquentant la rivière de Loire, intégrant de facto la totale gestion de l'entretien du fleuve dans les rouages de l'État et l'exécution des travaux par les cantonniers baliseurs.
Le village est une paroisse rurale qui fait partie des 272 paroisses du diocèse d'Orléans et qui dépend de la généralité, de l'élection et du grenier à sel d'Orléans. En 1766, on compte 19 hameaux (outre le bourg): Le Courant, Vaussoudun, Gouffaut, Les Muids, Oranté ou Haut Renté (aujourd'hui Orentay), Pailli (Pataliacum, Pataleacus), La Maison Rouge, l'Autroche (aujourd'hui l'Autruche), Les Berges, Le Grand Chemin, Monteau, Beauvoir, Croque Châtaigne, Les Hauts Champs, La Gabillière (aujourd'hui La Gabellière), Gratelard, L'Orme au Loup, La Grande Source et La Patache. Il s'étend sur 896 hectares et en 1788 on compte 325 feux pour 1 278 habitants et 800 communiants.
La qualité de bourg ligérien implique que la Loire est une voie de communication aussi sollicitée que la route. Au pied de l'église, un débarcadère permet aux bateaux et gabares voguant sur la Loire de faire escale, de débarquer et d'embarquer des marchandises ou des voyageurs, moyennant péage. De 120 péages dénombrés pour toute la navigation de Loire au début du XVIIe, et afin de permettre de se développer l'économie fluviale, leur nombre ira en diminuant jusqu'à 35 à la veille de la Révolution française. À cette époque, on compte jusqu'à 150 bacs entre Châteauneuf-sur-Loire et La Chapelle. Pêcheurs, dragueurs de sable, ramasseurs de jar et gravillons, passeurs s'activent habituellement au bord de l'eau.
Le village abrite plusieurs seigneuries dont la seigneurie de l'Abbaye Saint-Mesmin de Micy, la seigneurie de Gouffault et la seigneurie de la Grésie qui s'étend jusqu'au village d'Ingré. Aux XVIIe et XVIIIe, plusieurs demeures (châteaux ou maisons bourgeoises) possèdent leur propre chapelle. Ceci afin d'éviter à leur propriétaire d'avoir à se rendre à l'église du village. Il existe deux auberges La Fleur de Lis dans le bourg et l'Écu sur le « pavé » (la route royale no 152 de Briare à Angers est construite en 1770 et les voitures de Poste y passent pour 1ère fois le 1er janvier 1773), un meunier et quelques commerçants et artisans.
Le village est peuplé majoritairement de vignerons qui produisent un vin rouge de table : l'Auvernat. On produit également du vin blanc mais dans une moindre mesure. Les pieds étant peu enterrés, ils doivent être renouvelés tous les 20 ou 30 ans. La propriété vigneronne est importante et le marché foncier ne leur pas été confisqué. Mais la majorité des vignerons possède moins d'un arpent. En 1782, tous métiers confondus, les Chapellois sont propriétaires de quelque 295 hectares de vigne et de 230 maisons.
Pendant les hivers 1783, 1788 et 1794, les vignes, qui représentent la majorité de l'agriculture, sont anéanties par les rigueurs du gel.
Les ecclésiastiques possèdent environ 13 % du territoire. L'assemblée des habitants, composée des chefs de familles du village et représentée par le Syndic, Guillaume Rouilly, organise la levée des impositions et gère les dépenses dues aux travaux.
Aux alentours de la Révolution, on recense six auberges (quatre au Bourg, une à Grattelard et une à la Guide,).

##### L’élection de la première municipalité
L’assemblée des habitants du 16 septembre 1787, élit les représentants de l’assemblée municipale de la paroisse. 150 habitants y participent, dont Jacques le Roy, Jacques Mothiron, Jean Cribillier, Jean Rouilly, Jean Deshais, Fiacre Couturier et Jacques Allezy, syndic de la paroisse. L’ordonnance royale instituant les assemblées municipales de paroisse indique que, la paroisse contenant 325 feux, l’assemblée comportera un syndic et neuf conseillers élus. Fiacre Mothiron est nommé greffier de l’assemblée électorale. Dans le registre, il est précisé que le seigneur de la paroisse est « le sieur Rastignac, abbé de Saint-Mesmin » et le curé le sieur Louis François Bordier. La paroisse de La Chapelle dépend donc de l’abbaye de Micy. Les nouveaux élus doivent payer le loyer, la table et les 12 chaises ainsi que le bois de chauffage nécessaires à l'installation de la Chambre municipale. Le registre précise en outre qu'à La Chapelle : « La griculture de notre paroisse n’est autre chose que de la vigne [...], le produy de la vigne est de bonne qualité an vingt rouge le vint blanc bien plus médiocre [...], il ne se tien poin de marché dan notre paroise [...], il ne se tien pas de comerse dans notre paroisse de la Chapelle St Mesmin sof les boulanger et meunier [...], il ne se fait poin de manufactur dan la dite paroisse [...], et neanmoins la dite paroisse paye tail principal 3895 Livres .»
En septembre 1788, la bourgeoisie orléanaise disposant de « maisons de campagne » à La Chapelle, possède 14 % du territoire de la commune. Celle-ci est étroitement liée à la viticulture locale car la plupart de leurs demeures sont adossées à des parcelles de vignobles.
L'assemblée électorale du 3 mars 1789, présidée par Sylvain Dubois, procureur fiscal dépendant de la justice seigneuriale de l'abbaye de Micy, est chargée d'élire les députés et de rédiger les cahiers de doléances faisant suite à la convocation des États généraux en 1788 par Louis XVI. Parmi les 107 comparants figure une majorité de vignerons qui élisent quatre députés. Parmi les doléances, et après les mauvaises récoltes de 1788, les chapellois demandent que les terres à blé ne soient pas converties en vignes, pourtant d'un meilleur rapport mais jugées peu nourrissantes.
Tout au long du XVIIe siècle, du XVIIIe siècle et du XIXe siècle, on note l'arrivée, le séjour et même la fixation à La Chapelle de travailleurs du bâtiment: maçons, tailleurs de pierre et charpentiers marchois. En effet, l'importance de la mise en œuvre de chantiers justifiait l'apport d'une main-d'œuvre extérieure destinée à pallier le manque de professionnels locaux de ces divers corps d'état (notamment en provenance du département actuel de la Creuse et des autres départements limitrophes).
A la fin du XVIIIe siècle, on estime le trafic de descente et de remonte sur la Loire à 10 000 mouvements annuels de bateaux.

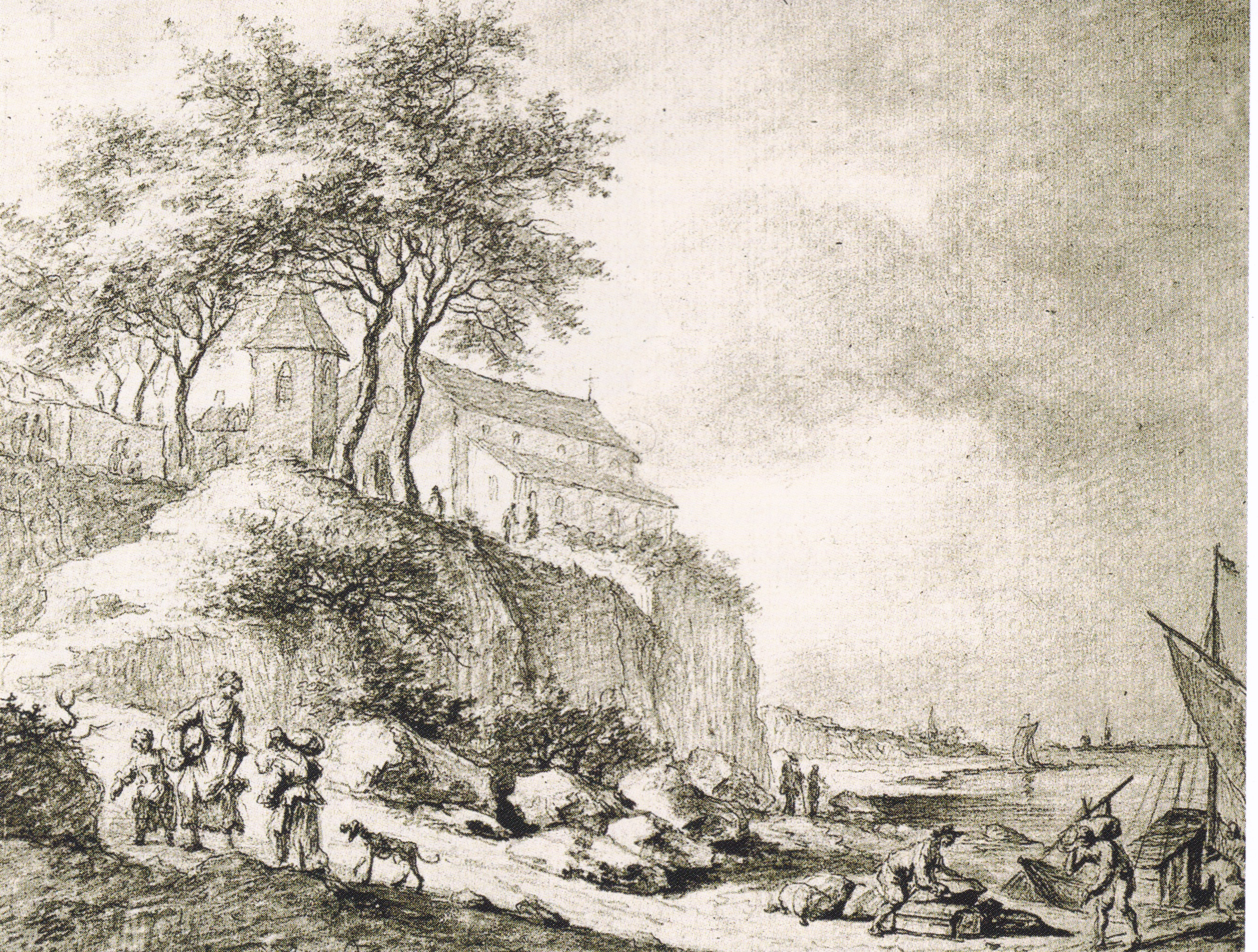
Église et berge de Loire (Aignan-Thomas Desfriches, 1760)
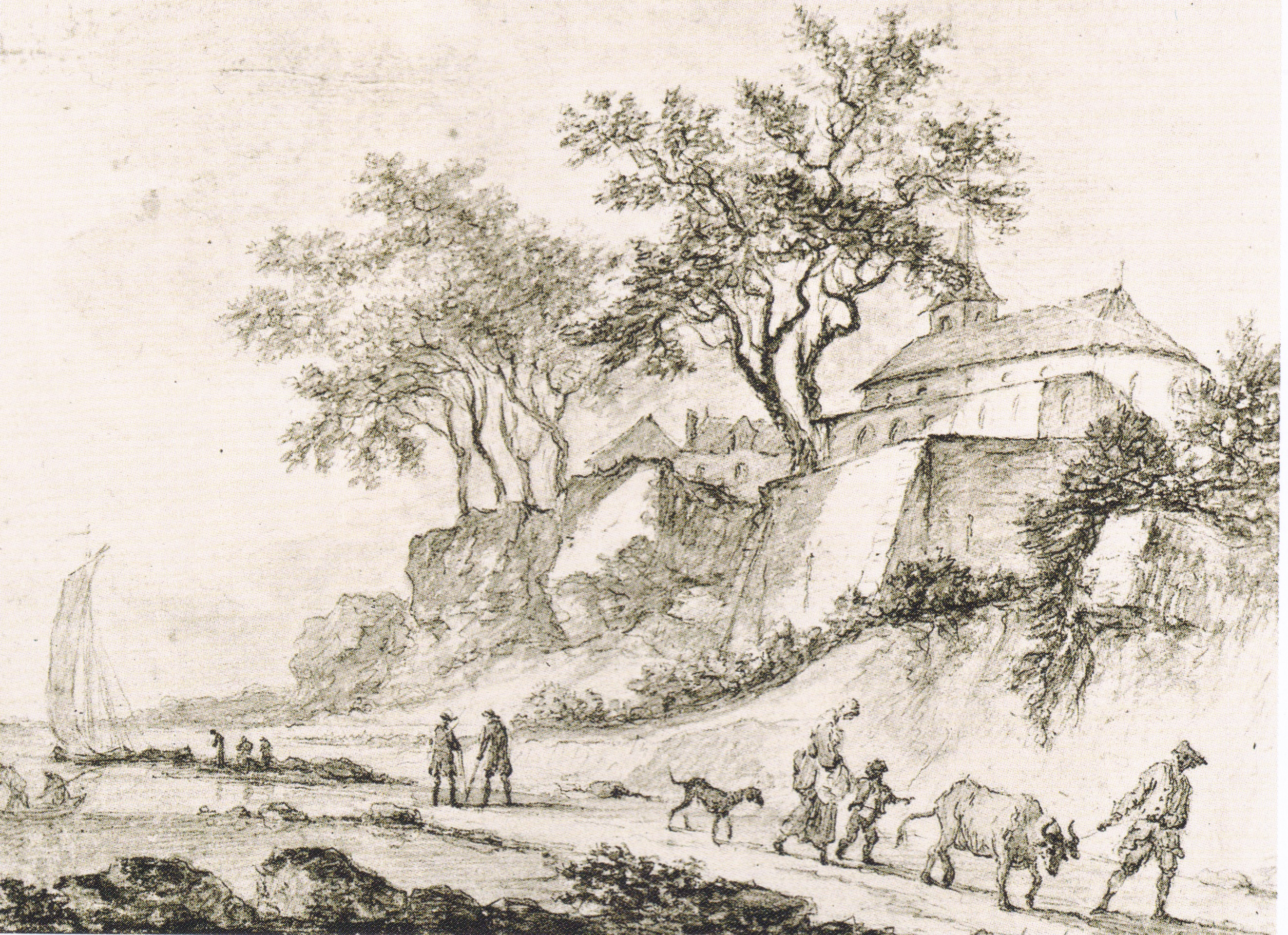
Église et bord de Loire (Aignan-Thomas Desfriches, 1764)
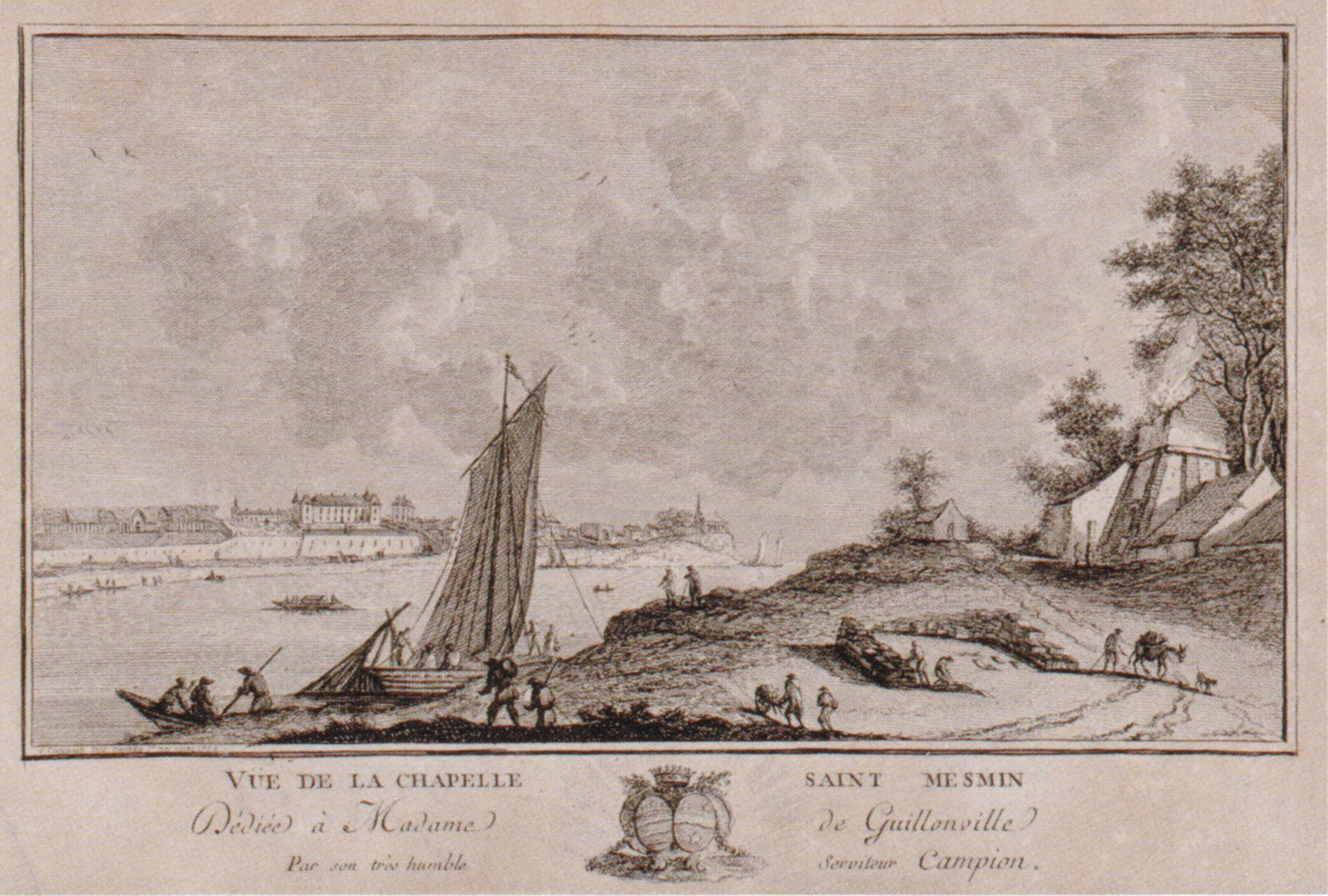
Vue de La Chapelle (Charles Michel Campion, 1773[108])

## Époque contemporaine

### Autour de la Révolution
Nouvelle organisation territoriale
Le décret de l'Assemblée Nationale du 12 novembre 1789 décide « il y aura une municipalité dans chaque ville, bourg, paroisse ou communauté de campagne ». En 1790, lors de la création des départements et la suppression de l'ancienne province de l'Orléanais, le Loiret compte alors 367 municipalités, rattachées à 59 cantons et 7 districts. La municipalité de La Chapelle Saint Mesmin est rattachée au canton de La Chapelle Saint Mesmin et au district d'Orléans. Jacques Deshayes, vigneron, devient le 1er maire de la commune (sont élus avec lui cinq conseillers, un procureur et douze notables). Le terme « commune », au sens de l’administration territoriale actuelle, est imposé par le décret de la Convention nationale du 10 brumaire an II (31 octobre 1793) : « La Convention nationale, sur la proposition d’un membre, décrète que toutes les dénominations de ville, bourg ou village sont supprimées et que celle de commune leur est substituée ». Le 13 juin 1790, la commune, après en avoir dressé le catalogue, acquiert une partie des biens ecclésiastiques devenus biens nationaux le 7 novembre 1789. Le sentiment antireligieux est tel qu'un décret de déchristianisation est promulgué et que le mot saint est banni. La Chapelle Saint-Mesmin devient Roche-sur-Loire ou La Chapelle-Mesmin avant que le village devienne formellement « commune de La Chapelle Saint Mesmin » en 1793. L'église, fermée la même année, restera sans prêtre jusqu'en 1802.
Armand-Anne-Auguste-Antonin Sicaire de Chapt de Rastignac, seigneur de La Chapelle-Saint-Mesmin et abbé de Micy à partir de 1772, dont dépend la paroisse, est arrêté et emprisonné à Paris le 26 août 1792 et meurt lors des massacres de Septembre.
Les cantons sont supprimés, en tant que découpage administratif, par une loi du 26 juin 1793, et ne conservent qu'un rôle électoral, permettant l’élection des électeurs du second degré chargés de désigner les députés,. La Constitution du 5 fructidor an III, appliquée à partir de vendémiaire an IV (1795) supprime les districts, considérés comme des rouages administratifs liés à la Terreur, mais maintient les cantons qui acquièrent dès lors plus d'importance en retrouvant une fonction administrative. Le premier président élu du canton est un Chapellois, François Boucher (1752-1817). Un autre Chapellois, Nicolas Gauldrée Boilleau participe dès la première séance aux travaux de l’administration cantonale, au titre de commissaire du Directoire. Sous le Consulat, un redécoupage territorial visant à réduire le nombre de justices de paix ramène le nombre de cantons dans le Loiret de 58 à 31,. La Chapelle-Saint-Mesmin est alors rattachée au canton Ingré et à l'Arrondissement d'Orléans par arrêté du 9 vendémiaire an X (1er octobre 1801),,.
En avril 1796, une école primaire est établie sur la commune. L'institutrice est la citoyenne Dubreuil et l'instituteur est le citoyen Lecointre. Celui-ci exerce parallèlement les activités d'aubergiste, de cordonnier, de greffier de justice de paix et d'huissier. Devant l'incongruité de cette situation, une pétition signée des parents d'élèves demande la destitution de son poste d'instituteur. Il continue toutefois d'exercer la fonction de cabaretier au moyen d'un prête-nom et ne sera destitué qu'en 1808.
Le 29 décembre 1797, dans le cadre d'une cérémonie officielle, on procède à la plantation d'un arbre de la liberté, place de la Liberté (probablement la place du bourg actuelle).
En décembre 1799, l'institutrice, la citoyenne Rouilly est suspendue de ses fonctions, accusée d'avoir enseigné « selon les lois de l'ancien régime ».

### XIXesiècle
Dans le prolongement de la Révolution, il est créé, à La Chapelle, une Garde nationale composée de volontaires afin de « préserver les villes contre les ennemis au dehors et les prémunir contre les fléaux du dedans ». En 1801, elle est composée d'une dizaine de volontaires. En 1831, la Garde compte 90 hommes dont 20 hommes pour la subdivision des sapeurs-pompiers. Le lieutenant des pompiers nommé par le conseil municipal est M. Grand Jean. En 1844, la compagnie qui compte 54 hommes, reçoit sa première pompe à incendie et son commandant est le capitaine Adolphe Vigneron. En 1852, la Garde nationale compte 292 hommes dont 56 pompiers. Elle est dissoute par décret gouvernemental le 11 janvier de la même année, mais le corps de sapeurs-pompiers est maintenu. L'orchestre d'harmonie de la compagnie des sapeurs-pompiers est fondée en 1863. En 1876, la subdivision compte 47 hommes et la musique 25 exécutants. L'orchestre deviendra en 1878 l'Harmonie de La Chapelle Saint-Mesmin. Faisant suite à des conflits avec la municipalité, la subdivision est réorganisée en 1883. En 1899, le coût du contrat d’engagement de la compagnie s’élève à la somme de 640 francs versée par la mairie chaque année. La caserne actuelle (centre de première intervention), qui regroupe aujourd'hui une quinzaine de sapeurs-pompiers volontaires, située allée des tilleuls, est édifiée en 1945.

#### Premier Empire
Un décret préfectoral en date du 16 thermidor an VIII (14 août 1800) nomme François Bigault, qui habite non pas La Chapelle mais Saint-Jean-de-la-Ruelle, maire. En 1802, l'instituteur est le citoyen Touroude Surville. En 1803, la citoyenne Boulogne est remplacée par la citoyenne Marie Angélique Binet qui sera remplacée peu après par la citoyenne Marie Manil en tant qu'institutrices. En 1806, la citoyenne Poële des Granges est remplacée par madame Mique. Cette dernière partira en retraite en 1831.
La même année, la commune est rattachée au canton d'Orléans-Nord-Ouest, un canton nouveau formé entre autres des communes de l'ancien canton d'Ingré. Cette organisation va rester inchangée jusqu'en 1973 où la commune est alors rattachée au canton de Saint-Jean-de-la-Ruelle.
Progressivement, les vignerons sacrifient la vigne au profit de la polyculture désormais plus rentables, renforcée par une circulaire de 1812 obligeant les cultivateurs de la commune à mettre deux hectares en betterave et cinquante-cinq ares en culture du pastel. La même année, on établit le cadastre de la commune. Celui-ci indique que la surface plantée de vignes s'élève à 650 hectares sur un total de superficie communale de 880 hectares.
En 1812, Pierre Louis Joseph est nommé maître d'école en remplacement de François Deshayes.
Sous le Premier Empire, le trafic de descente et de remonte sur la Loire au niveau d'Orléans s'élève à 5 000 mouvements annuels de bateaux, soit moitié moins qu'avant la Révolution française.

#### Restauration
En 1823, l'instituteur monsieur Huicque, également cabaretier, sera renvoyé à la suite d'une pétition des parents. Il sera remplacé par monsieur Gauthier.
Dans son ouvrage Topographie de tous les vignobles connus paru en 1816, l'œnologue français André Jullien dresse un état des lieux du vignoble orléanais. Parmi les vins rouges dits de première classe, sont répertoriés les vignobles chapellois. A l'automne 1826, un voyageur étranger descendant le cours du fleuve écrit à propos de la vallée de la Loire : « D'Orléans à Blois, toute la vallée de la Loire n'est qu'un vignoble ».

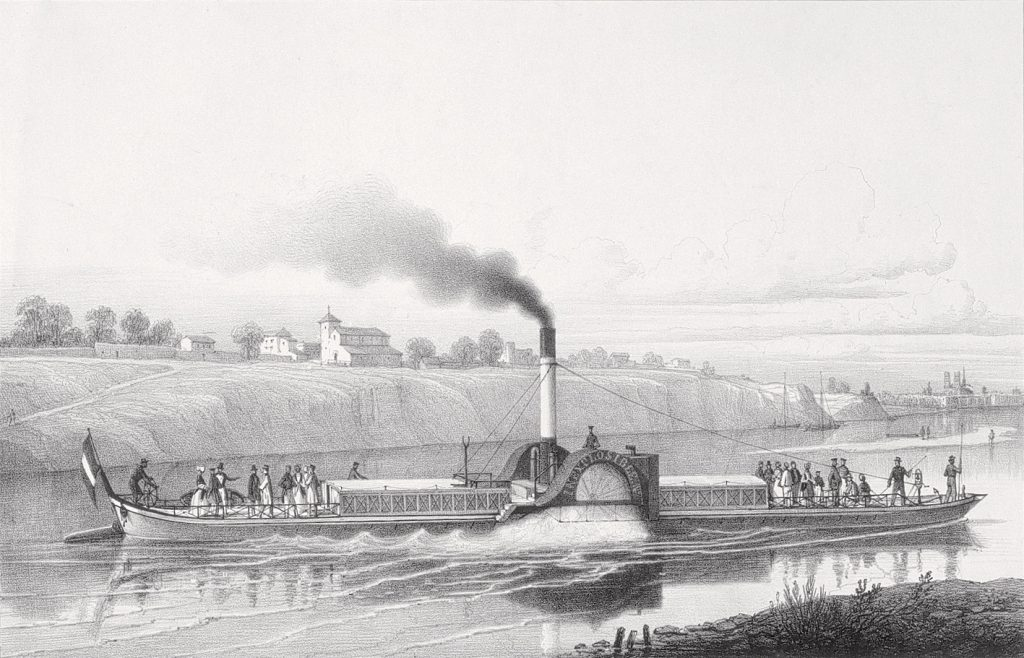
L'Inexplosible L'Émeraude à La Chapelle St Mesmin vers 1830, lithographie de Charles Pensée

Entre les années 1820 et 1825, le port d'Orléans voit passer plus de 4 000 bateaux descendant vers Nantes et environ 500 à la remonte. A cette époque, on commence à assister au développement des sapines construites en bois léger pour un coût moindre, utilisées essentiellement pour la descente et permettant ainsi de vendre en même temps à l'arrivée le bois du bateau dépecé en même temps que sa marchandise.
Le 29 mars 1823, le Nantais est le 1er bateau à vapeur à relier Nantes à Orléans, mais il faudra attendre le 1er mai 1829 pour qu'un service régulier de bateaux à vapeur pour passagers, entre les villes d'Orléans et de Nantes, voit le jour. La 1ère tentative de navigation d'un vapeur, le Ville de Nantes, chargé uniquement de marchandises (20 tonnes de café), est réalisée entre Nantes et Orléans le 2 mai 1828. En mars 1834, le Vulcain n°2 appartenant à la Compagnie Jacquet est mis en service entre Nantes et Orléans. Il mesure 36,50 mètres et peut transporter jusqu'à 200 passagers. En 1837, l'Émeraude est le 1er inexplosible à remonter la Loire au delà d'Orléans pour atteindre Nevers. Il possède une force de 12 à 14 chevaux pour un tirant d'eau de 25 centimètres. En 1839, La liaison Orléans-Nevers-Decize de la Compagnie Inexplosibles de la Haute-Loire met un jour pour la descente et deux jours pour la remonte. D'autres compagnies sont créées entre 1830 et 1843 qui ont pour noms : Compagnie des Hyrondelles, Compagnie des Inexplosibles, Inexplosibles de la Basse-Loire, L'Étincelle, Compagnie Edel. En 1843, cette dernière, avec cinq vapeurs à basse pression en fer, assure la liaison Orléans-Nantes grâce à la correspondance des passagers avec le train arrivant de Paris. Toutefois, compte-tenu de la profondeur de la Loire et du faible tirant d'eau nécessaire pour naviguer (entre 30 et 40 centimètres), ces bateaux ne pouvaient transporter que 150 passagers et étaient souvent tributaires de son débit irrégulier (basses eaux, crues et embâcle de glace). À partir de 1840, la Compagnie Générale des Remorqueurs de la Loire Stanislas Morel met en service plusieurs vapeurs qui remorquent régulièrement entre Nantes et Orléans, des allèges chargées en moyenne de 130 à 150 tonneaux de marchandises.
Au cours du XIXe siècle, la gabare de Loire continue d'évoluer en raison de la concurrence et des progrès techniques. On trouve désormais des bateaux nantais, des chalands nantais ou des gabarots de Loire. Les chalands plus volumineux vont progressivement remplacer les gabares traditionnelles. Avec une longueur de 40 mètres et leur cabane souvent occupée par la famille du marinier, ils transportent principalement des ardoises d'Angers et des vins réservés à la vinaigrerie. Cette activité se poursuivra jusqu'à la première guerre mondiale.

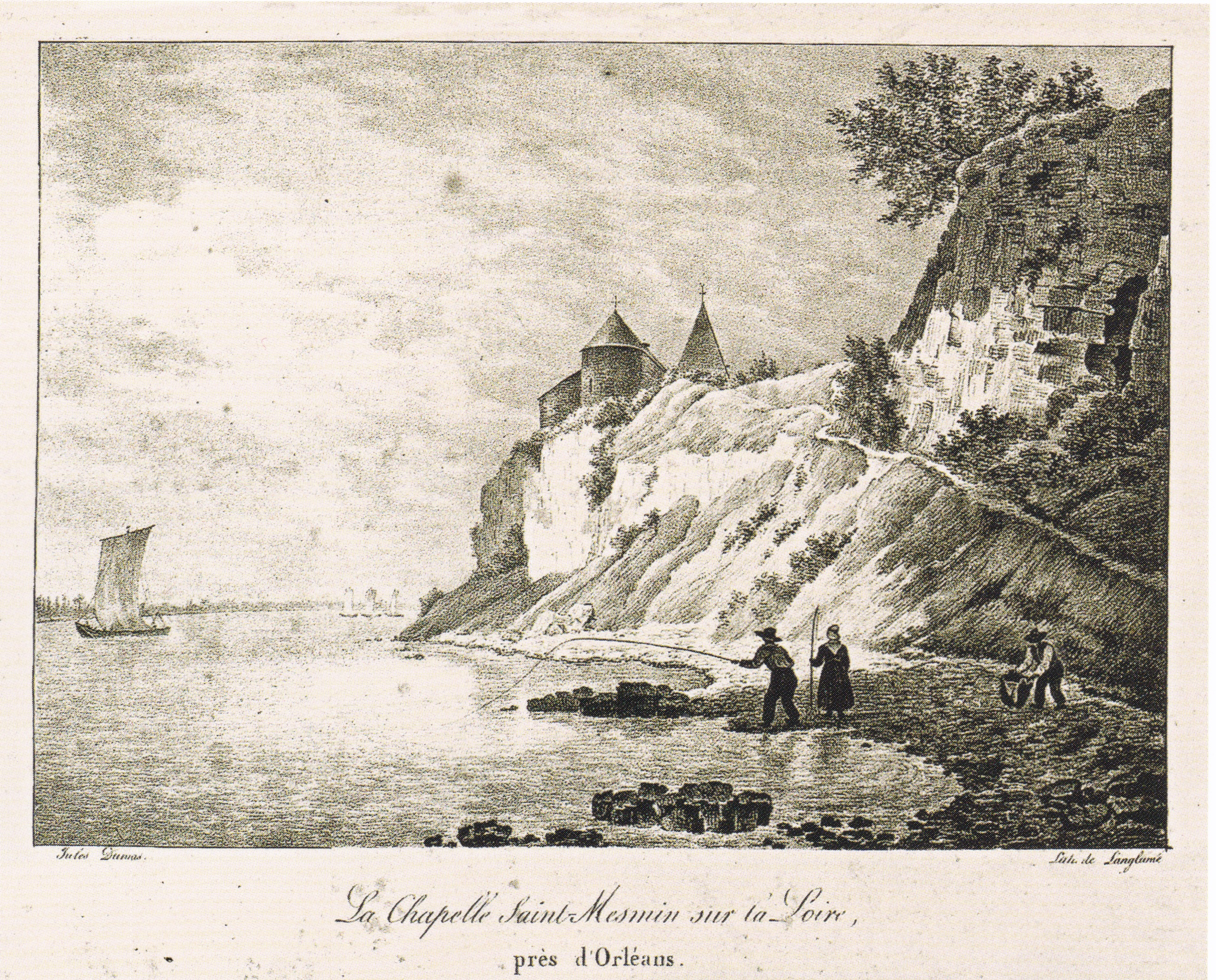
La Chapelle Saint-Mesmin sur la Loire (gravure de Jules Dumas XIXe siècle)

#### Monarchie de Juillet
La première mairie est édifiée en 1831 à l'emplacement de l'ancien cimetière (entre l'église et la place du bourg). La 2e est construite en 1854 également place du bourg. Elle abrite aussi l'école de garçons. Depuis 1836, l'instituteur est François Valéry Viard (celui-ci se verra décerné une médaille de bronze en 1845, restera à ce poste jusqu'à sa mort en 1870 et sera inhumé dans le cimetière du bourg). En 1867, l'institutrice se nomme madame Cribier.
En 1838, le vin rouge chapellois est considéré, par l'ouvrage Guide pittoresque du voyageur en France, comme l'un des meilleurs crus locaux.
En 1844, la famille de Beuvry, résident au château des Hauts fait don à la commune d'une maison située place du bourg (actuel café-restaurant) pour permettre l'installation de l'école des filles. A peu près à la même époque, c'est la famille Leroy-Boulard qui fait don à son tour à la commune d'une maison située sur la même place, juste en face, pour en faire une école de garçons. La même année, le petit séminaire du diocèse d'Orléans est édifié dans le parc du château des Hauts. Il sera complètement achevé en février 1846.

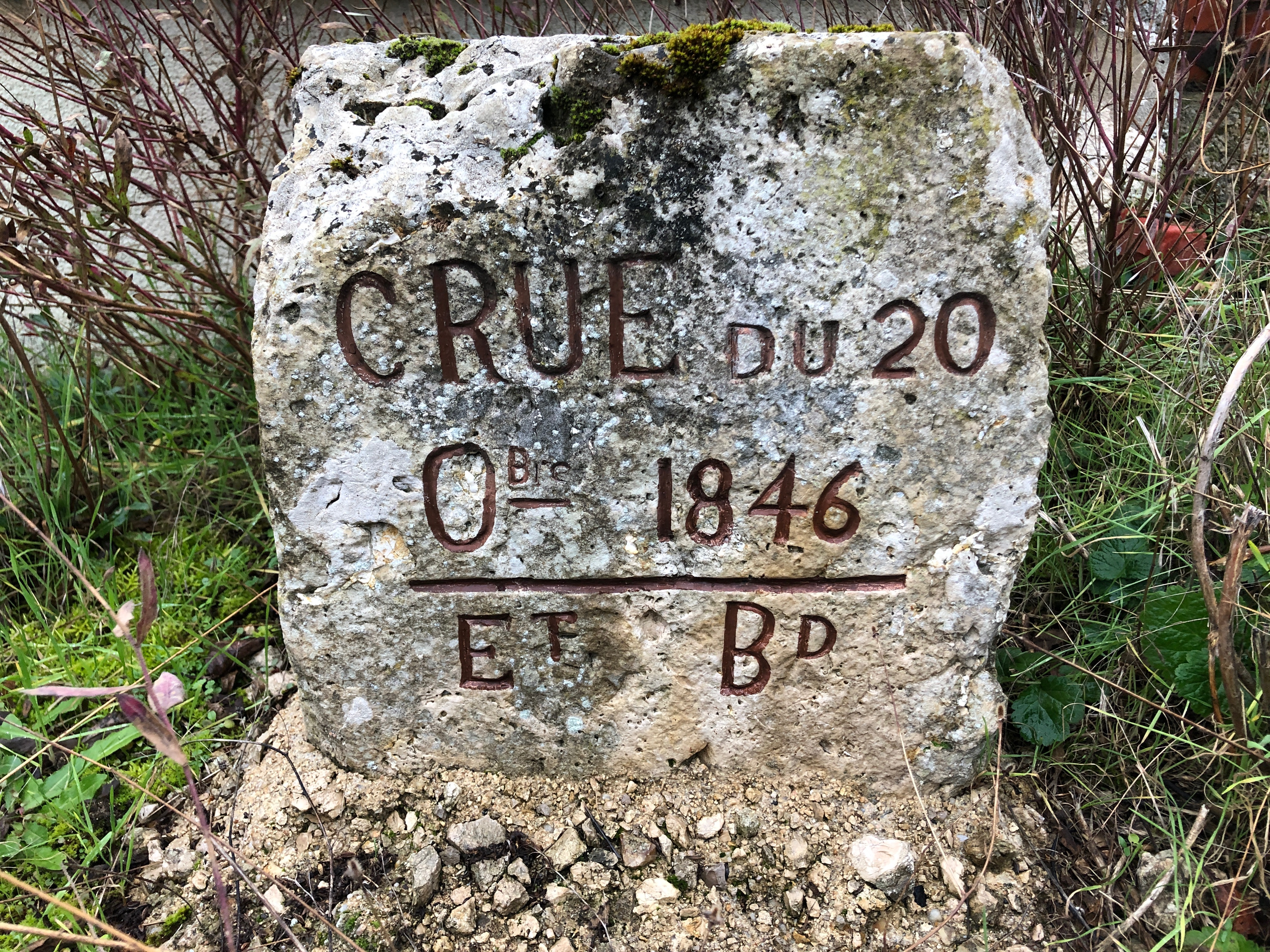
Borne de niveau de crue de la Loire de 1846 au Petit Courant

À cette époque, on compte, sur la Loire, quatre moulins flottants servant à moudre le blé ainsi qu'un bac permettant de « passer » le fleuve. De nombreux bateaux à voile et à vapeur (notamment de la Compagnie des Inexplosibles) vogueront encore sur la Loire jusqu'au développement du chemin de fer.
Faisant suite à la crue de la Loire du 20 octobre 1846, la ferme de la Bouverie (limite de Chaingy) est saccagée, une trentaine de mètres du mur ceinturant le château des Hauts s'effondre et la levée de Vaussoudun (située au niveau de l'actuel circuit de BMX) est renversée. Cette brèche va permettre à l'eau de s'étaler jusqu'au pied de la maison du Petit Courant. Elle permet de mettre ainsi à jour un ancien petit port et les fondations de quelques masures dont les dalles sont profondément imprégnées de sel. C'est probablement à cet endroit qu'étaient perçus, avant la fin du XVIIIe siècle, les droits de péage sur les bateaux salins qui remontaient le fleuve. En effet, l'abbaye de Micy, située sur la rive opposée, exerçait à cette époque, un droit de suzeraineté et percevait une mesure de sel sur le passage de chaque bateau.
Compte-tenu de l'instabilité du cours de la Loire, les services de batellerie connaissent de fréquents retards dans les horaires des trajets, ce qui compromet gravement l'irrégularité des transports des passagers et des marchandises. La nouvelle ligne de chemin de fer Paris-Orléans stimule pendant un temps le trafic voyageur par navigation ligérienne aussi bien à la descente vers Nantes qu'à la remontée. En effet, au cours de l'année 1843, près de 70 000 voyageurs utilisent encore l'axe Orléans-Nantes. En février 1844, on compte pas moins de 197 bateaux au mouillage dans les trois ports d'Orléans. Fin 1846, la ville parvient encore à accueillir près de 300 bateaux en même temps. Mais l'arrivée de la ligne Orléans-Tours du chemin de fer en mars 1846, dont le trajet est quasiment parallèle et situé à certains endroits à moins de 100 mètres du fleuve, fait progressivement disparaitre la batellerie. À tel point que, dès les premières semaines de sa mise en service, les compagnies de bateaux à vapeur de Loire doivent réduire fortement leur prix d'embarquement, puis cesser, après quelques semaines, leurs activités.
La même année, la préfecture du Loiret recense encore 17 vapeurs fréquentant régulièrement le port d'Orléans. Le recensement de 1856 répertorie, parmi 255 métiers, 10 familles de mariniers qui résident à La Chapelle.
Toutefois, compte-tenu du coût de revient compétitif du transport des marchandises sur la Loire, trois remorqueurs à vapeur continueront de circuler autour d'Orléans jusque dans les années 1860.
En 1891, dans l'attente de la prolongation  du canal d'Orléans, un toueur à vapeur fait la navette bihebdomadaire entre la Chapelle (au lieu-dit Le champ des Prussiens,) et Combleux. L'année suivante, le départ se fera directement d'Orléans vers Combleux.
Enfin, le Fram, dernier vapeur remorqueur remontant de Nantes, effectue l'une de ses dernières escales à Orléans le 9 octobre 1898.
La commune commence à tourner le dos à la Loire, ce qui accentue le basculement des activités vers le nord-est de la commune. L'expropriation des parcelles pour la pose du chemin de fer à partir de 1843, qui ne représente que 8 hectares, entraine la disparition de 580 parcelles. À cette époque, il existe quatre passages à niveau gardés jour et nuit par la femme d’un cheminot.

#### Deuxième République

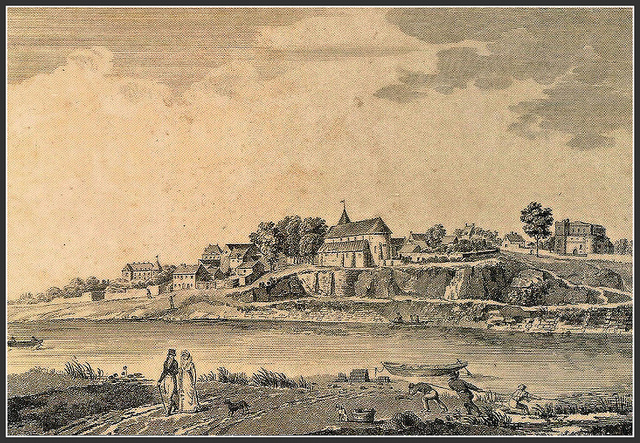
La Chapelle Saint-Mesmin au XIXe siècle

Le 2 avril 1848, dans le cadre d'une cérémonie officielle, on procède à la plantation d'un arbre de la liberté, place de la mairie (la place du bourg actuelle). Les arbres de la liberté seront abattus partout dans le département après le Coup d'État du 2 décembre 1851 de Napoléon III.
Vers 1850, environ 70 % de la population active est concernée par la viticulture. Le vin local, précoce et de bon gout, est alors considéré comme l'un des principaux crus de l'Orléanais.
Jusqu'à leur disparition en 1851, une dizaine de bateaux à vapeur, d'un tirant d'eau de 21 centimètres, assuraient la liaison entre Nevers et Nantes et pouvaient transporter jusqu'à 150 passagers.
Lors du plébiscite national des 20 et 21 décembre 1851 demandant le maintien de l'autorité du président de la République, qui faisait suite au Coup d'État du 2 décembre 1851 par Louis-Napoléon Bonaparte, sur 404 votants à La Chapelle, le OUI obtient 396 voix et le NON, 2 voix.
En octobre 1852, à l'occasion de son retour de Tours vers Orléans, le « prince-président », futur Napoléon III, répond, depuis la portière de son wagon, et en présence du maire Gaston Desmares, aux acclamations des habitants rassemblés sur le quai de la gare décorée d'un arc de triomphe, en feuillages et en fleurs, réalisé par la municipalité.

#### Second Empire
En 1856, le Bourg compte 15 artisans et 6 commerçants et la Guide 9 artisans et aucun commerçant. 30 ans plus tard, on comptera 9 artisans et 3 commerçants au Bourg et 23 artisans et 9 commerçants à la Guide.

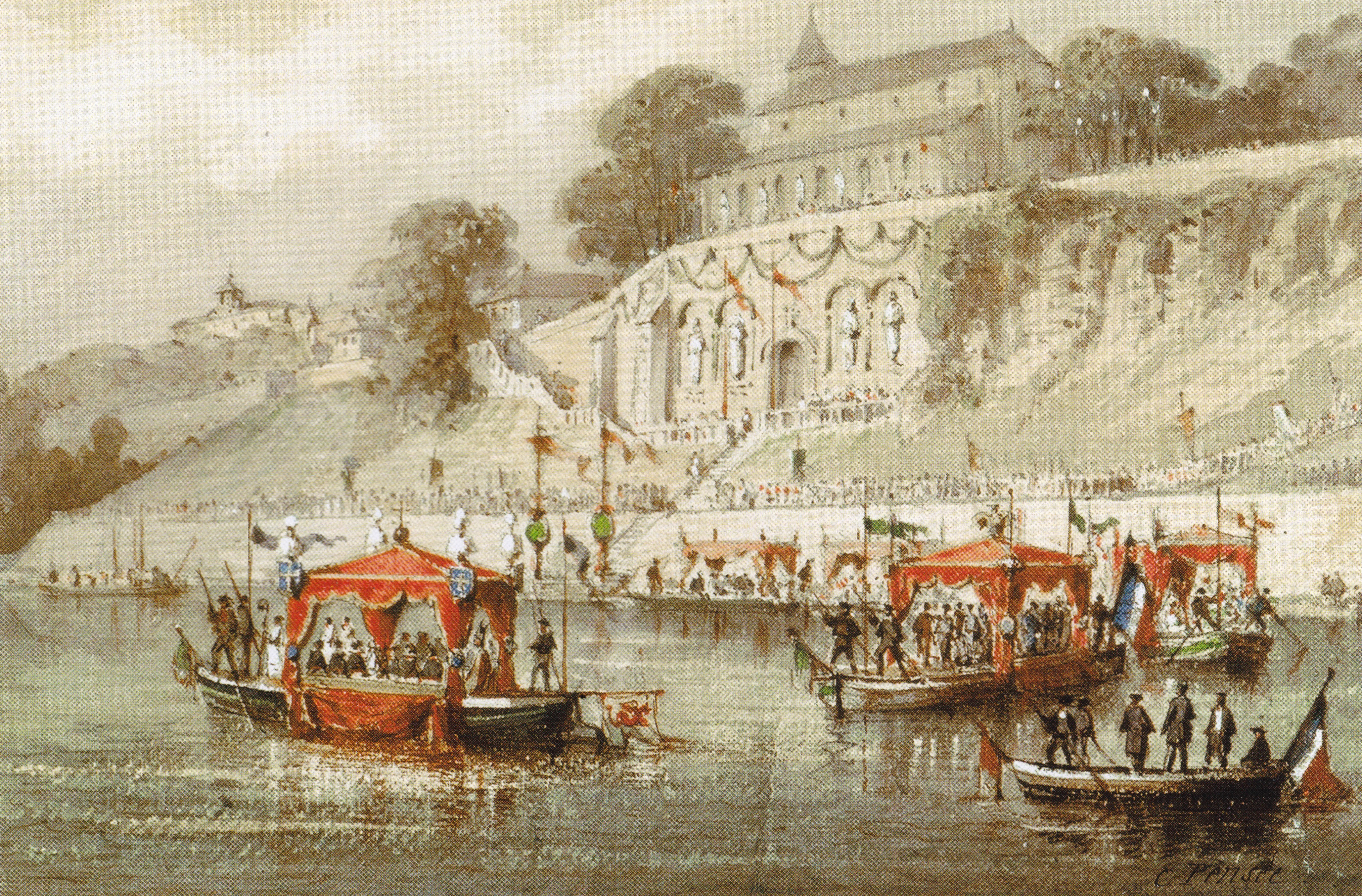
Inauguration de la grotte du dragon (gravure de Charles Pensée-1858)

La même année, faisant suite à la crue de Loire de début du mois de juin qui a submergé de nouveau les levées de Vaussoudun et de la Bouverie, l'entrée de la grotte du dragon est retrouvée par l'archéologue Ernest Pillon (voir article grotte du dragon de Béraire). Elle sera inaugurée le 13 juin 1858. Le niveau de la hauteur de la crue de 1856 sera gravé au pied de l'escalier menant à la grotte en 1890.
Lors du recensement de 1856, on note une augmentation de la main-d'œuvre locale s'orientant vers les métiers du bâtiment en plein essor : 11 carriers, 59 tailleurs de pierre et 19 maçons. Entre 1858 et 1867, les registres des noms des conscrits militaires révèlent que neuf seulement d'entr'eux sur 128 sont illettrés.
À partir de 1860, la culture des asperges se développe à tel point qu'un marché aux asperges se tient, au cours du dernier quart du siècle, à la Gabellière trois fois par semaine aux mois de mai-juin. Ce marché sera étendu à tous les légumes en 1902 puis aux volailles, lapins et œufs en alternance deux autres jours de la semaine en 1910. Ce marché disparaitra au début des années 1940.
En 1861, les reliques de saint Mesmin réintègrent la grotte et les pèlerinages reprennent.
En 1863, un orchestre d'harmonie est fondé au sein du corps de sapeurs-pompiers de la commune qui sera remplacé en 1878 par l'Harmonie de La Chapelle Saint-Mesmin.
Le premier bureau de poste ouvre le 20 janvier 1866 dans une maison située sur la grand-route presque en face de l'allée des tilleuls actuelle. Plus tard, il se déplacera un peu plus à l'ouest, de l'autre côté de la route. Ce bureau sera relié au télégraphe en 1885.
Le 25 septembre 1866, une énorme inondation recouvre à nouveau le val.

#### La guerre franco-allemande de 1870

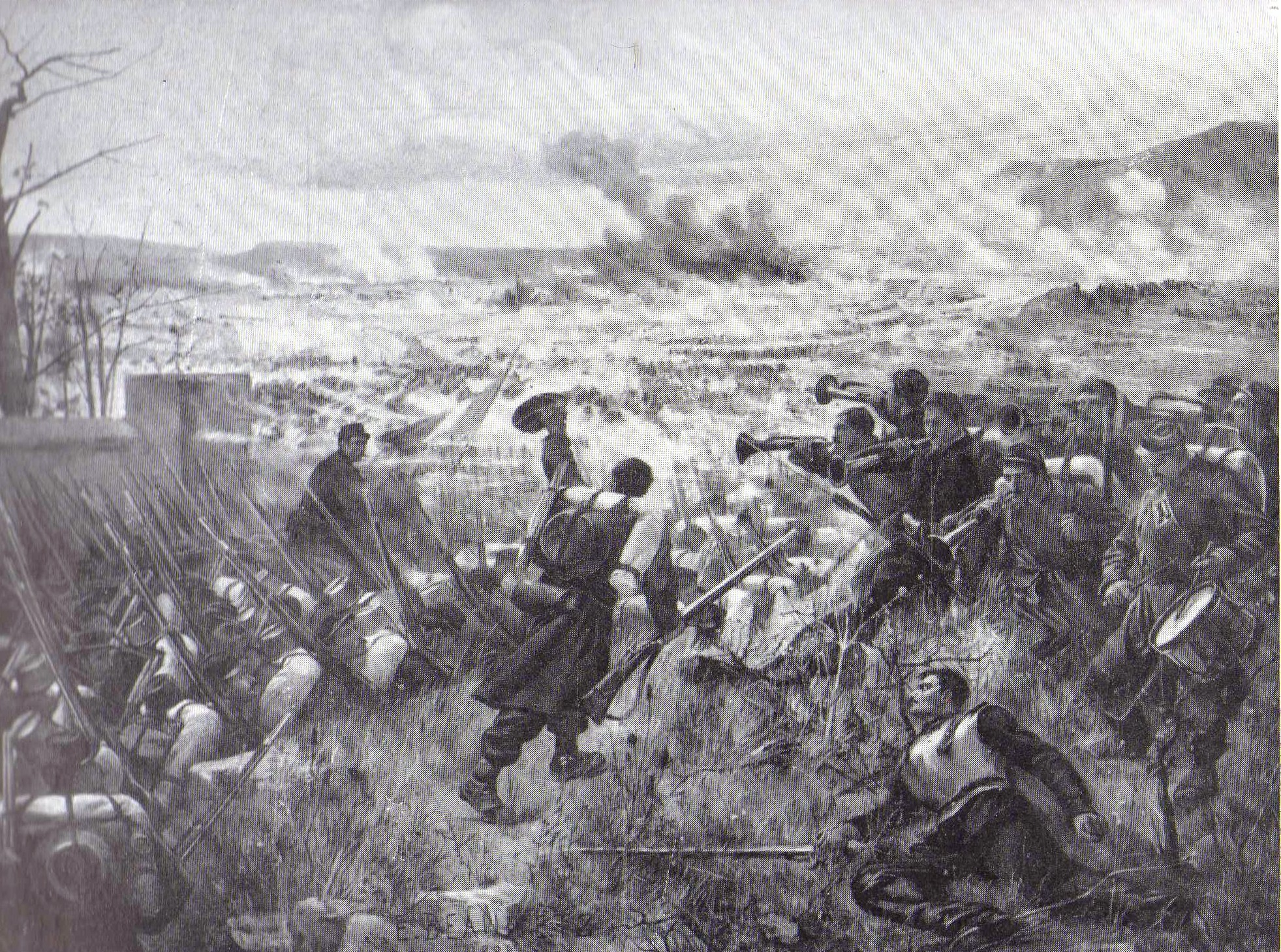
Victoire de Coulmiers (9 novembre 1870)

Après l'entrée des troupes bavaroises à Orléans, le 11 octobre 1870, La Chapelle-Saint-Mesmin est occupée à partir du 18 octobre.
Le 20 octobre 1870, Maxime Genteur, ancien secrétaire général de la préfecture du Loiret, résidant au château de la Source du Rollin, découvre dans la cheminée d'une des chambres occupée par le comte Stolberg, commandant de cavalerie, les restes d'un message manuscrit indiquant les positions des troupes allemandes avant la bataille de Coulmiers. Maxime Genteur transmet aussitôt le contenu de ce message au gouvernement stationné à Tours,,,.
Après la victoire de l'Armée de la Loire à Coulmiers, le 9 novembre, les troupes bavaroises quittent La Chapelle-Saint-Mesmin et battent en retraite vers la ville voisine d'Ingré. Mais à la suite de la capitulation du maréchal Bazaine à Metz le 27 octobre, les Bavarois sont finalement renforcés par les contingents prussiens venus de Metz. Le 4 décembre, ces derniers reviennent à La Chapelle par la rue d'Ingré et avancent vers Orléans jusqu'au lieu-dit La Roche où les batteries françaises placées à la ferme Saint-Gabriel tirent quelques coups de canon ; ce qui  fait revenir les Prussiens jusqu'au lieu-dit La Guide ; c'est à ce moment que le train qu'occupe Léon Gambetta, ministre de la guerre et de l'intérieur, qui venait de Tours pour se rendre à Orléans, s'arrête au niveau de la gare de La Chapelle-Saint-Mesmin, à environ 400 mètres du lieu-dit Croquechâtaigne et doit faire machine arrière pour éviter un tir prussien nourri,. Les dernières troupes françaises quittent Orléans peu après dont certains éléments, à La Chapelle-Saint-Mesmin, jettent un pont de bateaux sur la Loire au niveau du petit séminaire. Ce pont est, peu après, détruit par les troupes prussiennes qui ont repris position à La Chapelle-Saint-Mesmin. Faisant suite à l'armistice signée par le gouvernement provisoire le 28 janvier 1871, les troupes d'occupation imposent à la commune le paiement d'une contribution de 4 635 francs avant le 18 février. Craignant le retour des troupes, la municipalité parvient finalement à réunir la somme de 2 000 francs qu'elle remet à l'autorité d'occupation vers le 20 février. Le 22, une bagarre éclate à La Chapelle-Saint-Mesmin. En représailles, les troupes allemandes occupent de nouveau la commune dès le lendemain jusqu'au paiement d'une nouvelle contribution de 10 000 francs, réduite à 5 000 francs. Le maire, Pierre Vigneron, promet le versement d'une somme de 3 000 francs à la suite duquel les troupes allemandes s'engagent à quitter la commune fin février. Les conseillers municipaux recueillent, dans chacun de leur quartier, la somme de 8 812,75 francs. En définitive, le maire parvient à faire annuler cette seconde contribution et il est décidé qu'une partie de la somme prélevée sur les habitants soit reversée aux plus nécessiteux. Entre le 6 août 1870 et le 22 février 1871, neuf conscrits chapellois meurent au combat. C'est vers cette époque que le reliquaire de saint Mesmin, entreposé dans la grotte du dragon, est dérobé par les troupes prussiennes. Fin 2013, on découvrira, à l'occasion de travaux près de la maison Coville, rue des Chaffaults, un obus datant de la guerre de 1870.

#### Troisième République
Après les ravages causés par le phylloxéra en 1878, un puceron ravageur de la vigne, très peu de replantations sont entreprises. Les vignerons seront autorisés à planter des cépages américains résistant au phylloxéra en 1887. Les surfaces cultivées disparaissant presque totalement au cours du XXe siècle du fait d'une très forte concurrence pour ce type de vin courant. Les vignerons deviennent minoritaires et laissent la place aux « cultivateurs propriétaires ». En 1896, ces derniers représentent plus de la moitié de la population active. En 1931, ils ne seront plus que 43 %, en 1936 seulement 34 %, en 1954 : 14 % et en 2017 : 0,1 % (cinq agriculteurs).
Ala fin du XIXe siècle, le syndicat des fabricants et marchands de vinaigre d'Orléans et des environs compte 277 membres dont 7 sont installés à La Chapelle-Saint-Mesmin et parmi eux les célèbres Dessaux. 
A la même époque, une machine à vapeur de dragage de jard est installée à bord d'une toue cabanée ancrée dans la Loire au niveau du château et de l'église.

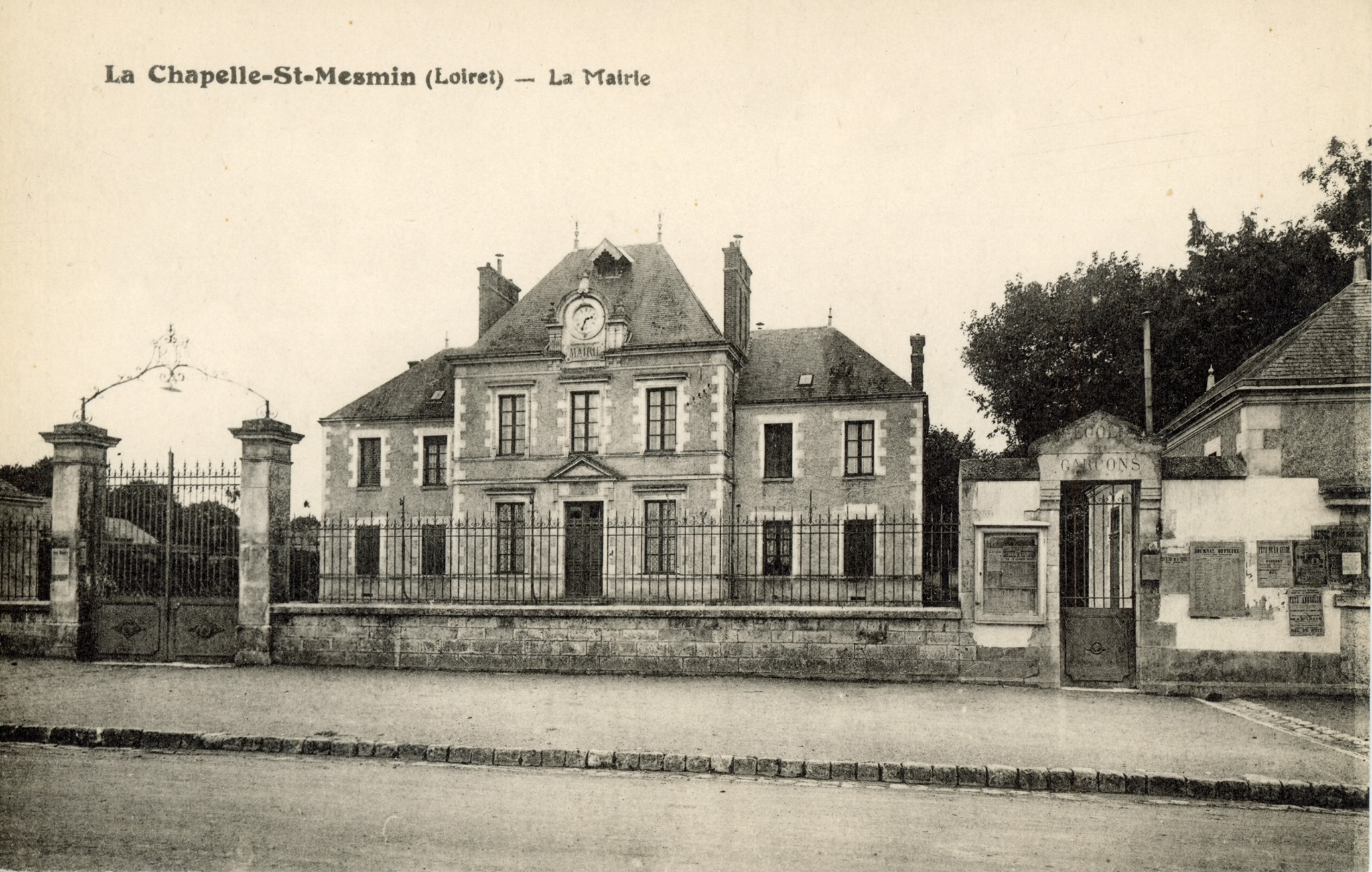
Ancienne mairie

Depuis 1879, l'instituteur en poste est Jean-Baptiste Archenault.
Jusqu'à la fin du XIXe siècle, le quartier de la Guide prend de l'ampleur et dépasse progressivement en nombre d'habitants celui du bourg. Il devient le véritable centre administratif, scolaire et commercial de la commune. C'est là, en bordure de la route principale, qu'est édifiée en 1884 la nouvelle mairie. L'école est située au fond de la cour derrière celle-ci. L'école comprend 2 classes en 1885. Les salles de l'école accueilleront les réunions du conseil municipal de 1988 à 1999. En 2001, elles ont été aménagées pour accueillir la bibliothèque municipale.
Le 25 juillet 1895, une tempête endommage une partie de la mairie et de l’église.
En février 1899, le centre de la commune est raccordé au réseau d'électricité (l'ensemble des écarts le sera en 1938) et le 10 septembre 1903, au réseau téléphonique.

### XXesiècle
Au tout début du XXe siècle, l'instituteur-adjoint, M. Bourdon, a remplacé Louis Midorge peu de temps auparavant. En 1901, l’institutrice mademoiselle Marteau remplace mademoiselle Hermine Brillon. En 1903, l’instituteur Archenault prend sa retraite mais conserve son poste de secrétaire de mairie. Il est remplacé par monsieur Lucas venant de Dampierre. Son épouse, madame Lucas, institutrice-adjointe, prend en charge l'école des filles.
En 1906, l'Annuaire général des communes du Loiret des personnes, des services et des biens répertorie 64 industriels-artisans-commerçants dans la commune.
Le 20 octobre 1907, la crue de la Loire, qui atteint la cote de 5,75 mètres, envahit les bois et le chemin de halage.
En novembre de la même année, la commune se voit attribuer une nouvelle pompe à incendie qui est remisée dans le local est de la mairie. La précédente pompe sera attribuée en 1910 par la commune au 45e régiment d'artillerie stationné dans la commune.

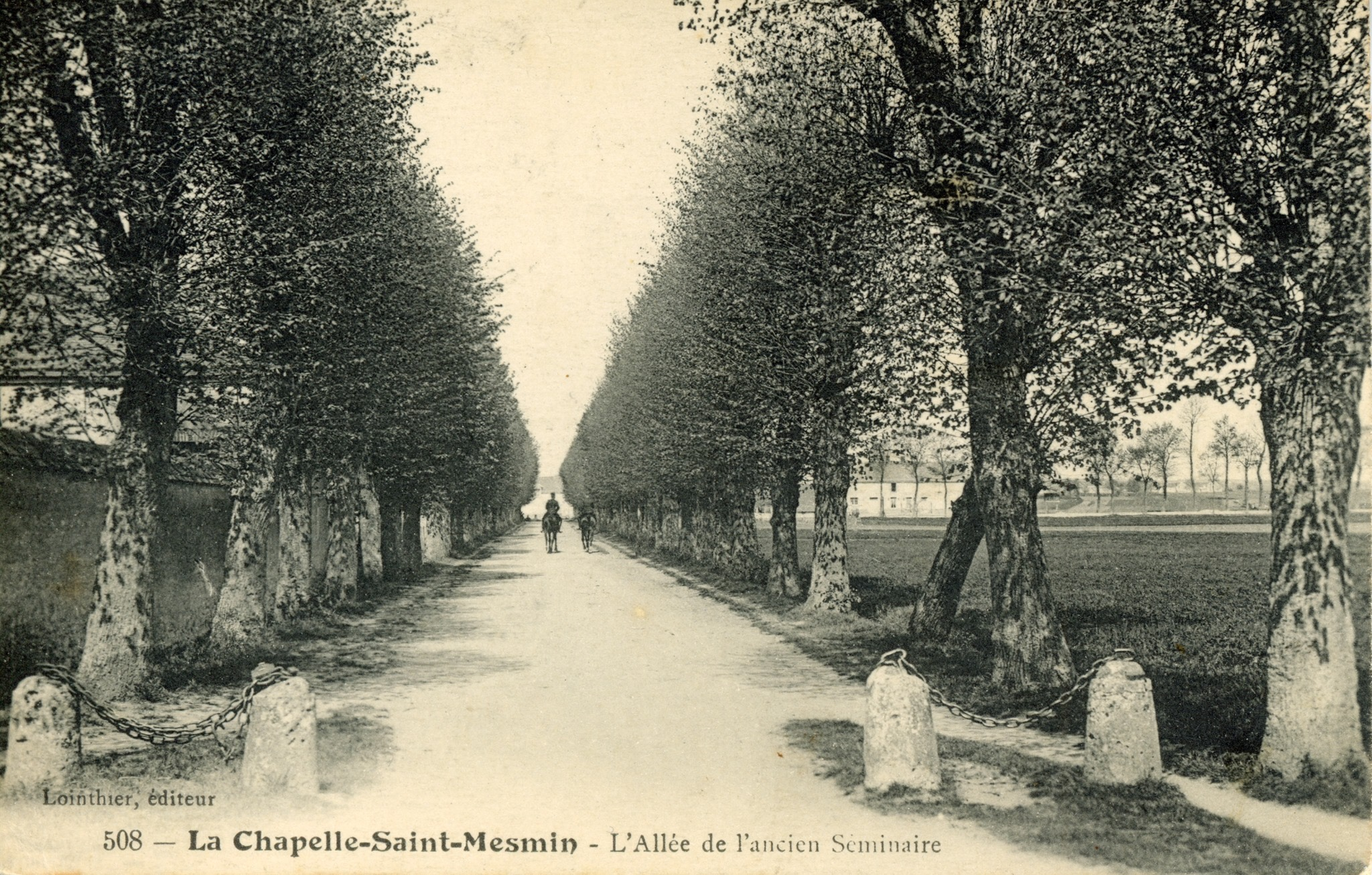
L'allée des tilleuls au début du XIXe siècle

En 1911, faisant suite au vote de la loi de séparation des Églises et de l'État en 1905, l’allée des Tilleuls, propriété de l’ancien petit séminaire, est attribuée à la commune et fait l’objet d’un classement dans le domaine communal.

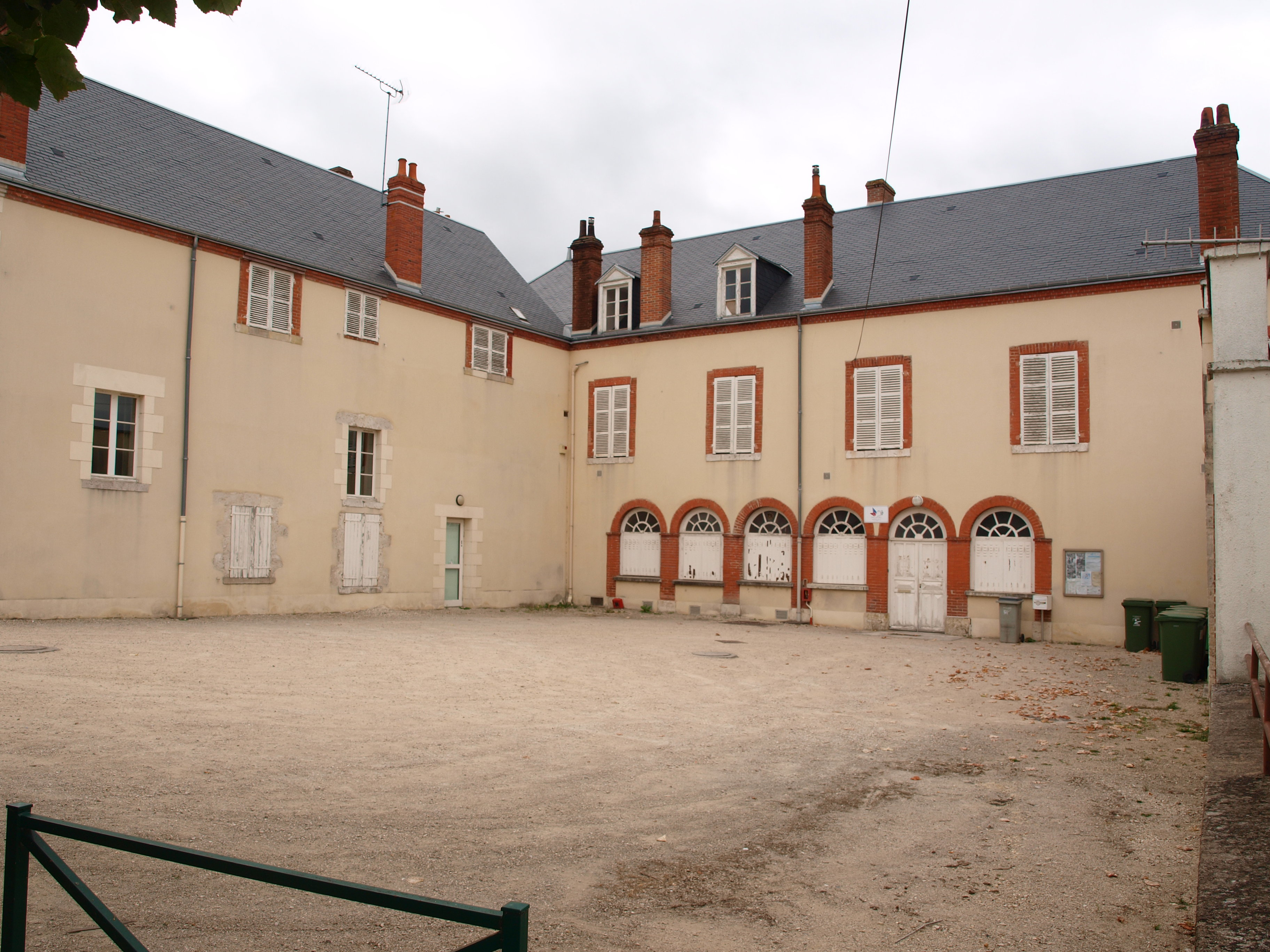
Anciens bâtiments de la salle des fêtes et de l'asile Ste-Anne

La même année, la salle des fêtes, les logements de l’asile Sainte-Anne, le presbytère (revendu en 1928) et la chapelle Sainte-Anne (démolie en 1958 et dont il ne subsiste que la porte du pignon, remplacée par un bûcher et l'actuelle caserne des pompiers), propriétés depuis 1866 de l'ancien petit séminaire situé juste en face, sont attribués également à la commune. Ils sont réaménagés en 1912 sur les finances du budget communal par un emprunt de 13 016,23 francs. À l'origine, ces bâtiments étaient utilisés comme logements pour les parents des élèves en visite au petit séminaire et gérés par les bonnes sœurs hospitalières. Puis, ils devinrent une annexe de la maison d'éducation réservée aux élèves les plus jeunes. En 1913, une tribune est édifiée dans la salle des fêtes et en 1946, la scène sera supprimée. En 2000, l'ancienne salle des fêtes a été transformée en studio pour l'école municipale de danse et les anciens logements de l'asile, après avoir été mis en location dès 1913 puis attribués à partir de 1929 comme logements aux instituteurs de la commune, sont devenus ensuite des locaux associatifs.
En 1914, pour quasiment le même nombre d'habitants qu'en 1906 (1 500 environ), l'annuaire général des communes du Loiret des personnes, des services et des biens répertorie un nombre identique d'artisans-commerçants auxquels s'ajoutent simplement une fruitière et deux restaurants.
Vers la même époque, on compte trois ateliers de distillation pour les vignerons bouilleurs de cru : un à Pailly, un à la Gabellière et un autre à Grattelard.

#### Première Guerre mondiale
La commune compte 178 hommes mobilisés entre les années 1914 et 1918. Dès le mois d'octobre 1914, le 45e régiment d'artillerie de campagne (975 hommes), installé à l'origine dans l'ancien Petit Séminaire, est cantonné dans les quartiers du Bourg et de la Guide. La 1re année du conflit, 71 hommes mobilisés sont exonérés des taxes d'imposition. 12 chevaux et voitures sont réquisitionnés par l'armée. La gare est mobilisée pour le ravitaillement des troupes alliées anglaises et des militaires d'origine indienne déchargent les trains. Ceux-ci sont stationnés dans un camp composé de tentes à la Gabellière. Ils arrivent à La Chapelle début octobre 1914. C'est là qu'ils sont entrainés et équipés avant de repartir vers le nord de la France afin de rejoindre les troupes anglaises. L'ancien petit séminaire sert d'ambulance (poste de secours) pour les militaires hindous blessés. Plusieurs décèderont à La Chapelle et seront inhumés dans le carré militaire du cimetière du Bourg. Début 1917, le château des Hauts est transformé en hôpital temporaire pour la 5e section d'infirmiers militaires (S.I.M.). Les noms des 50 soldats chapellois, déclarés « morts pour la France » sur 55, figurent sur le monument aux morts de la commune.

#### L'entre-deux-guerres

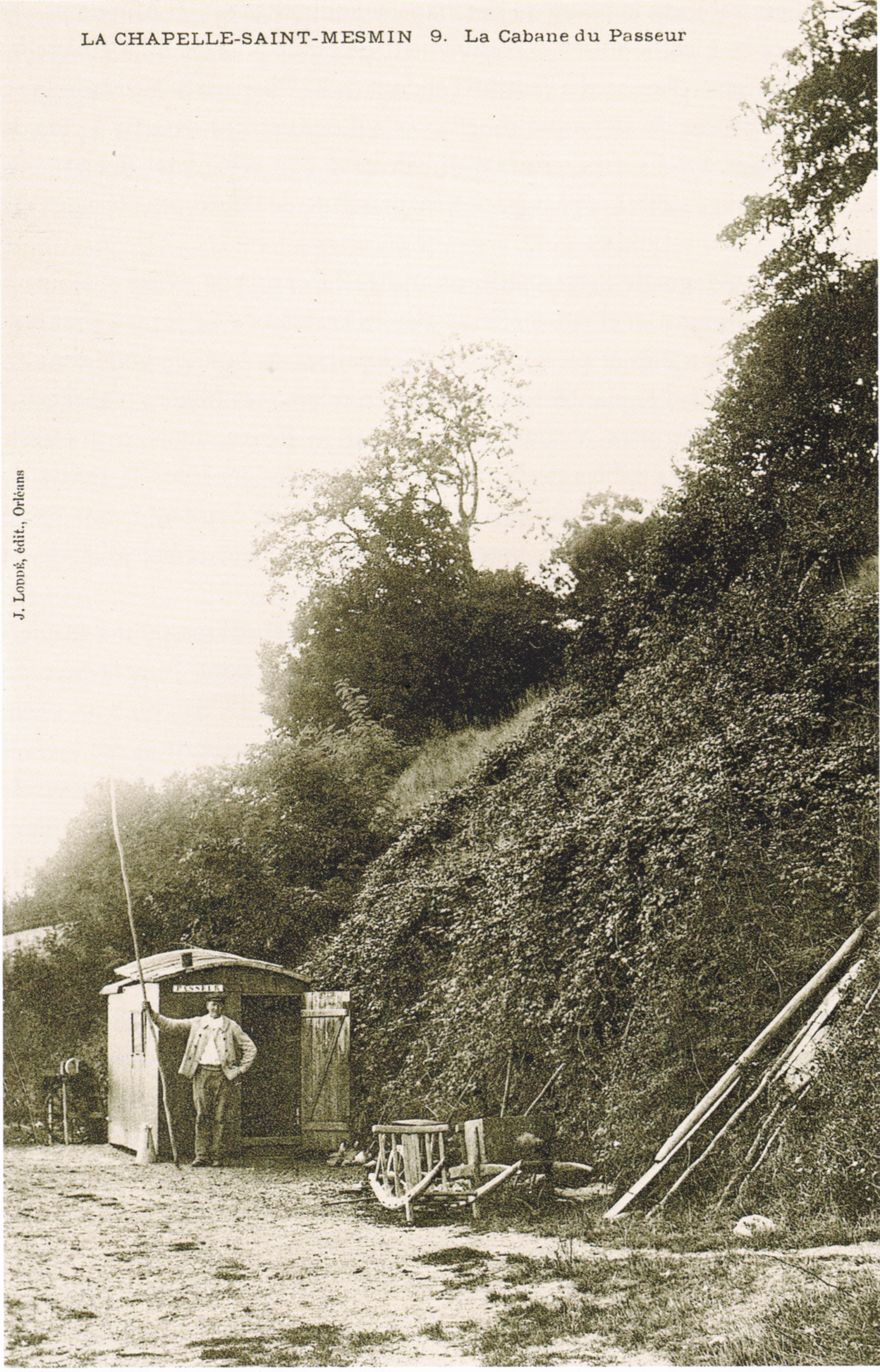
Le passeur de Loire muni de sa bourde

Début 1921, le bac du passeur de Loire cesse son activité mais renaitra durant l'occupation à la suite de la destruction par les bombardements alliés des ponts sur la Loire. Il subsistera jusqu'au début des années 1950.
La même année, l’instituteur est monsieur Petitberghien.
La culture principale à cette époque reste la vigne (Gris-meunier, Noah, Othello) mais on produit également du blé, de l'avoine, de l'orge, des pommes de terre, des asperges. La commune compte au total 120 exploitations agricoles. On cultive également de nombreux arbres fruitiers : poiriers, pommiers, guigniers, noyers, cassissiers.
Aux alentours de 1930, l'Annuaire général des communes du Loiret des personnes, des services et des biens répertorie une soixantaine d'artisans-commerçants dans la commune, dont 5 auberges et trois hôtels de plus qu'en 1914 et un seul carrier ainsi que différents commerces de détails et plusieurs ateliers de mécanique.
En 1932, l'instituteur est monsieur Berge et l'école communale compte quatre classes.
En octobre 1932, une classe enfantine (école maternelle), ouverte sur une cour agrémentée de deux tilleuls, est créée dans un nouveau bâtiment édifié derrière la mairie, dans le prolongement de l'école communale. Une cuisine et un réfectoire, réservé aux élèves, sont aménagés dans le même bâtiment la même année. En 1933, la cantine scolaire produit plus de 100 repas par jour.
En 1933, la commune est complètement raccordée au réseau d'électricité. En 1939, le premier château d'eau (rue de Beauvois) est édifié et les travaux du réseau d'adduction d'eau seront achevés en 1940 pour la plus grande partie de la commune. Un second château d'eau édifié en 1961 (rue des Auvernais) et une station de pompage implantée à Gouffault (Les Muids) en 1985 compléteront le réseau.
En 1934, le bureau de poste est édifié allé des Tilleuls (à l'emplacement actuel du poste de la police municipale).
En 1936, on compte 395 maisons individuelles dans la commune alors qu'on en comptait 382 en 1921. Le premier ensemble immobilier d'habitation collective, composé de deux immeubles de cinq appartements chacun, voit le jour à la même époque, allée des Tilleuls. Ces logements, situés allée des Tilleuls, gérés et entretenus par la verrerie Saint-Gobain, étaient réservés aux cadres puis au personnel de l'entreprise.
En 1938, on ouvre une classe de filles, faute de place, dans le réfectoire situé derrière l'école (actuelle salle Déparday). Un nouveau réfectoire est construit sur le terrain situé au sud des salles Déparday. La même année, une classe de garçons supplémentaire doit s'installer dans la salle du conseil municipal de la mairie.
Au milieu des années 1930, une maternité tenue par Marguerite Margueritte (1883-1967), sage-femme, ouvre ses portes au Grand Courant. La plupart des naissances à La Chapelle se déroule dans cette maison d'accouchement jusqu'au début des années 1950, période de sa fermeture. La maternité était très réputée et les futures mères venaient de tout le département et au-delà pour y accoucher.
À la même époque (et au moins jusqu'en 1947), il existait une « maison de naissance » ou « pouponnière », allée des Tilleuls (à l'emplacement du centre social ou de la poste).

#### Seconde Guerre mondiale

##### La déclaration de guerre et la «drôle de guerre»
À la déclaration de guerre, la plupart des chevaux est réquisitionnée par l'armée française en échange d'une indemnité. Début septembre 1939, devant la crainte de l'avancée allemande jusqu'à Paris, la commune sollicitée par la préfecture du Loiret, accueille, pendant ce qu'on a appelé la drôle de guerre, une soixantaine de fillettes originaires de la ville de Fontenay-sous-bois et ce, jusqu'au mois de mai 1940. Les enfants seront hébergés avec leurs maîtresses dans l'ancienne salle des fêtes (actuel studio de danse) et ses dépendances (ancien asile sainte-Anne).

##### L'exode
Après la débâcle de mai 1940, faisant suite à l'invasion des troupes allemandes par le Nord de la France, c'est le début de l'exode en juin. La commune est traversée par des flots de réfugiés venant du Nord, de l'Est puis de la région parisienne. À partir du 12 ou 13 juin, la panique s'empare des habitants qui souhaitent se réfugier au sud de la Loire. La plupart quittent la commune en emportant ce qu'elle peut. Le secrétaire de mairie et sa famille partent dans une bétaillère emportant toutes les archives de la commune. D'autres s'enfuient en voiture, en charrette, en vélos et même à pied. Les fermes sont abandonnées et les bêtes lâchées en liberté. Les employés des PTT ont pour consigne de se regrouper à Châteauroux dans le département de l'Indre. La verrerie Saint-Gobain affrète un camion pour évacuer les familles de ses employés. Pris dans le flot d'autres réfugiés, bloqués sur les routes embouteillées, certains mitraillés par les avions ennemis ou rejoints par les troupes allemandes, la plupart des Chapellois rentrent au bout de quelques jours ou de quelques semaines. Au retour, de nombreuses maisons ont souffert et plusieurs commerces ont été pillés : laissées vides par leurs propriétaires, elles ont été occupées par des réfugiés et des soldats en déroute et vidées par d'autres. Beaucoup de poules et de lapins de fermes ont disparu mais le bétail s'est regroupé près de quelques fermes.

##### L'occupation
Après la signature de l'armistice, le 22 juin 1940, les Chapellois sont pratiquement tous rentrés chez eux. Les troupes allemandes se sont installées dans certaines maisons inoccupées. La commune fait partie de la zone occupée. Il faut donc s'habituer à vivre avec l'envahisseur. En septembre, un habitant aide Michel Debré, officier de cavalerie arrêté peu avant à Artenay à s'évader. 66 Chapellois sont retenus en captivité en Allemagne. De nombreuses habitations, les écoles, la salle des fêtes sont réquisitionnées par les troupes d'occupation. La Kommandantur s'installe au no 7 de l'allée des Tilleuls. Une trentaine de ballons captifs sont installés et maintenus dans les airs par des câbles, en bord de Loire au sud-ouest de la commune, afin d'empêcher tout survol aérien et protéger le transformateur électrique du hameau de Fourneaux (sur la commune de Chaingy). Celui-ci sera bombardé à deux reprises par l'aviation alliée: la 1re fois le 19 février 1943 à la suite duquel il sera partiellement détruit puis le 3 octobre 1943 où il sera presque anéanti. Les chevaux sont régulièrement réquisitionnés par les troupes d'occupation. Au petit séminaire, sanatorium depuis 1920, puis hôpital militaire juste avant la déclaration de guerre, on soigne les soldats allemands mais aussi les prisonniers français. Jusqu'à la fin de l'occupation, les productions des cultivateurs sont réquisitionnées par les Allemands. Le 16 juillet 1942, Sophie Davidson et son fils de 15 ans Gérard, deux résidents chapellois de confession juive, sont arrêtés par la police française à Orléans. Ils sont transférés au camp de Pithiviers puis presque immédiatement déportés par le Convoi n° 6 du 17 juillet 1942 vers le camp de concentration d'Auschwitz en Pologne où ils mourront un mois plus tard. À partir de l'année 1943, de nombreux jeunes Chapellois sont envoyés en Allemagne par le service du travail obligatoire (STO). En août 1943, le président de la coopérative agricole est arrêté par la Gestapo et déporté vers le camp de Buchenwald.
Le premier cabinet médical s'installe dans la commune en octobre 1943,.

##### Le Débarquement, la Libération
Le 19 juillet 1944, après le bombardement par l'aviation anglo-américaine de l'usine Jaeger (devenue usine Renault en 1948) de Saint-Jean-de-la-Ruelle, au moins huit bombes sont lâchées sur le quartier de la Perrière sans faire de victimes. Le même jour, l'aviation alliée mitraille les « saucisses » (ballons captifs) du transformateur à plusieurs reprises et largue des bombes sur la voie de chemin de fer . Le 24 juillet, une bombe est lâchée par une importante formation de bombardiers se dirigeant vers la ville de Stuttgart en Allemagne. Celle-ci explose au niveau de la rive sud de la Loire et souffle la plupart des vitraux de l'église Saint-Mesmin. Le 4 août, le hameau de Grattelard est bombardé et fait deux victimes, dont l'ancien maire Armand Marcel Blanchard. Le village est libéré le 16 août par les GI américains, presque à l'insu de ses habitants. En effet, la veille, un très violent orage éclate sur la commune. Le bruit du tonnerre, mêlé à celui de l'explosion d'un dépôt de munitions dans les bois de Bucy tous proches, font descendre les habitants dans les caves des maisons du village jusqu'au matin du 16 août. Au cours de la journée, les chapellois découvrent les premières Jeeps de l'armée américaine ainsi qu'un char stationné place du Bourg. Un peu plus tard, des membres des FFI sont chargés de surveiller la rive opposée de la Loire. Vers la mi-août, des obus tirés par les Allemands à partir des villages de Saint-Pryvé-Saint-Mesmin et Saint-Hilaire-Saint-Mesmin tombent sur le presbytère, sur les quartiers du Petit-courant, du Bourg, de la Bredauche et de la rue du Four. Les Américains répliquèrent pendant trois jours jusqu'à l'anéantissement complet de l'artillerie allemande. Le 29 août, le gendarme d'origine chapelloise André Deparday, en poste à la gendarmerie de Menton, est abattu par les Chemises noires sous les yeux de son épouse. Le 1er septembre, un cultivateur est tué dans un champ par l'explosion d'une mine sur laquelle sa carriole avait roulé. Les derniers prisonniers de guerre libérés ne rentrent que vers cette époque. Plus tard, on apprendra que trois chapellois, dont deux se sont engagés dans la 2e division blindée du général Leclerc, sont morts au combat et qu'Aurélien Hatton (1912-1986), futur maire de la commune, fut un membre actif de la résistancedans le réseau Cohors-Asturies des Forces Françaises Combattantes.

##### Aurélien Hatton, Résistant chapellois
Né le 18 mars 1912 à La Chapelle, Aurélien Hatton débute dans la vie active en 1925 en qualité d'apprenti plombier-chauffagiste. Il s'engage dans l'armée de l'air pour deux ans (1930-1932) puis quitte l'armée comme sous-officier (au grade de Sergent) et mitrailleur breveté. De 1932 à 1939, il travaille pour l'entreprise de plomberie-chauffage Garnier où il est nommé contremaître en 1936. Il est mobilisé à la déclaration de guerre comme monteur de hangars métalliques pour l'aviation. Il est démobilisé à Tarbes le 10 août 1940 et rentre à Orléans. Sur la route, il rencontre deux prisonniers de guerre français évadés du camp de Pithiviers et accepte de porter un plan d'évasion vers la zone occupée qui indique comment faire évader des prisonniers et le chemin à suivre pour se diriger vers la zone libre. De retour chez lui, il reprend ses activités de plombier-chauffagiste chez Garnier sur la Base d'Orléans-Bricy, intéressé en tant qu'ancien aviateur à observer comment fonctionne cette base occupée par l'armée allemande. Après quelque temps, grâce à sa position de contremaître, il parvient à faire évader une vingtaine de prisonniers travaillant sur la base de Bricy en faisant signer des laissez-passer par un ingénieur allemand. Pendant l'hiver 1941, il entreprend des actions de sabotage (notamment sur le système de chauffage des hangars à bombardiers) afin de ralentir les raids sur Londres. Interrogé par la Gestapo sans suite, puis informé ensuite par un ami qu'il figure sur une liste devant le conduire à partir pour l'Allemagne dans le cadre du service du travail obligatoire, il démissionne de son poste début 1943. Refusant dorénavant de travailler pour l'armée allemande et décidé à noyauter l'administration vichyste, il est admis comme gardien de la paix au commissariat d'Orléans en mars 1943. Au fur et à mesure de ses missions, il se lie avec un groupe d'une dizaine de policiers anti-vichystes du commissariat mené par Daniel Bizouerne, dans lequel il est finalement intégré comme résistant sous le pseudonyme d'Alexandre. Il deviendra plus tard l'adjoint de Bizouerne. Dépendant au départ du réseau de corps-francs Vengeance, mené au niveau régional par l'orléanais Claude Lerude (1920-1945), le groupe est ensuite rattaché, pour raison de sécurité faisant suite à l'arrestation de Lerude début 1944, au réseau Cohors-Asturies. Il fera plus tard partie des Réseaux Buckmaster Etienne Leblanc. Hatton profite alors de sa position pour faire fabriquer de fausses cartes d'identité et faux certificats de travail. Il prévient à l'avance les réfractaires au service du travail obligatoire, des futures victimes de rafles et freine certains collègues trop zélés. Il reçoit personnellement et régulièrement des dénonciateurs pour être certain que leurs sales besognes n'aillent pas plus haut. Il informe son réseau de l'arrivée de V1 de l'armée allemande à la base de Bricy. Il parvient à deux reprises, avec un collègue policier, à sauver des aviateurs alliés abattus qu'ils récupèrent pour les cacher et les faire passer en Angleterre. Un peu avant la Libération d'Orléans, le groupe de policiers, risquant à tout moment d'être identifié par la Gestapo, doit prendre d'énormes précautions. Notamment, quand ils sont de faction devant la préfecture, un groupe de collègues se poste aux lucarnes du grenier de l'édifice avec une mitrailleuse prête à les protéger d'éventuelles actions de la Gestapo. Le 16 août 1944, jour de la libération d'Orléans, ils interviennent en faisant le coup de feu contre des miliciens, aidés des Forces françaises de l'intérieur et de l'armée américaine au parc aux fourrages militaires d'Orléans. Le même jour, ils sont harcelés, rue du Pressoir, par un couple de collaborationnistes qui leur tirent dessus à la mitrailleuse et envoie des grenades. Ils parviennent enfin à les faire arrêter par l'armée américaine. Après la Libération du pays, Aurélien Hatton quitte la police pour reprendre son métier de plombier-chauffagiste au sein de l'entreprise Garnier.
Il est élu conseiller municipal de sa commune en mai 1953 sur la liste de Maurice Lalière, puis à la suite de la démission de ce dernier, il est élu maire en janvier 1954 puis réélu régulièrement jusqu'à son retrait de la vie politique en 1977. Il meurt à Orléans le 19 mars 1986. Il est inhumé au cimetière du Bourg de La Chapelle Saint-Mesmin aux côtés de son épouse Simonne.
Il est titulaire de la croix du combattant volontaire de la Résistance, de la médaille commémorative 1939-1945 avec barrette « Libération » et fait chevalier dans l'ordre national du Mérite en 1970 puis officier en 1985.
- Distinctions

 Croix du combattant volontaire de la Résistance
 Médaille commémorative de la guerre 1939-1945 avec agrafe « Libération »
 Chevalier de l'ordre national du Mérite (1970)
 Officier de l'ordre national du Mérite (1985)

#### L'après-guerre
Les Américains à La Chapelle
En 1949, dans le contexte de la guerre froide, le pacte de l'OTAN prévoit l'implantation de bases militaires américaines en France. Quelque 13 000 soldats et leurs familles séjournent à Orléans et son agglomération dont La Chapelle-Saint-Mesmin. Entre 1951 et 1967, 5 495 bébés (dont 5 000 citoyens américains) naissent dans l'hôpital militaire de la commune (The 34th General Hospital). Il est le plus important d'Europe. Une centaine de soldats U.S. y effectuent régulièrement leur service militaire et environ 120 civils y sont employés. Véritable centre de vie, l'hôpital abrite le mess militaire, un snack-bar, un club de jazz, une salle de spectacle, une bibliothèque, un petit libre-service (Post Exchange), un bureau de poste, un kiosque à journaux, une chapelle, des terrains de sport, mais aussi la cantine scolaire communale. À l'entrée, des gardes de la Military Police sont en permanence en faction. En 1966, la France quitte l'OTAN et les bases militaires américaines sont démantelées. Le 34th General Hospital ferme ses portes en 1967.

#### Les trente glorieuses

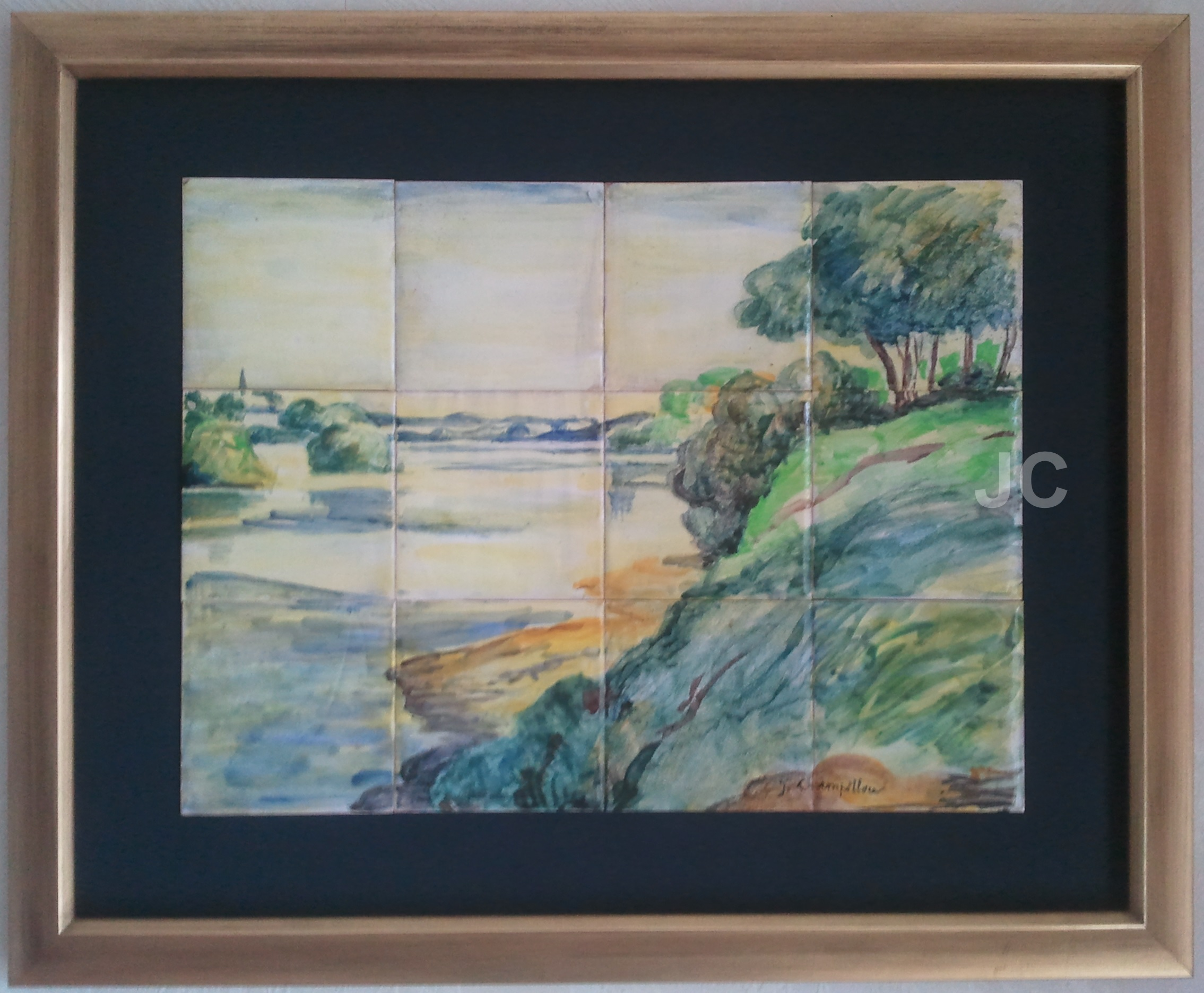
Jeanne Champillou La Loire à La Chapelle Saint-Mesmin

À la suite des élections municipales de 1945, une femme est élue pour la première fois au conseil municipal.
En janvier 1951, une usine de fabrication de pneus Michelin s'installe sur un terrain d'une superficie de 13 hectares à l'Est de la commune. Les premiers pneus sortent en novembre 1952. L'usine produit des pneus principalement destinés aux poids-lourds pendant près de 40 ans jusqu'en avril 1991, puis se cantonnera ensuite à la fabrication de cartes routières jusqu'à sa fermeture définitive et son démantèlement complet en 2007.
Lors du recensement de 1954, on relève qu'en vingt années, la population a augmenté de 35% et le nombre de maisons s'est accru de 85%.
En 1951, l'école communale compte quatre classes de garçons, quatre classes de filles et deux classes enfantines (école maternelle). La construction de l'école du bourg (appelée aussi école de la route puis de la rue d'Ingré, actuellement École Jean-Vilar) en 1952 permettra de répondre plus efficacement à la scolarisation des 400 enfants de la commune. En 1957, l'extension de l'école permet d'accueillir les classes de garçons et l'école maternelle.
En 1953, c'est le véritable début de l'urbanisation de la commune. Les châteaux et manoirs laissent la place à de nombreux lotissements et ensembles immobiliers de logement:
- Les Oiseaux (1953)[265]
- La Noue (1954)[266]
- HLM de la rue de Verdun (1959), anciennement dénommés Lotissement des Tilleuls et actuellement Résidence de La Bredauche[267]
- Les Pervenches (1962-1967) et Le Gaigneau (1963)[268]
- La Barre de l'Ange (1963-1967)[269]
- Les Sansonnets (1964-1968)[270]
- Le Levereau (1965-1967)[271]
- Les Hauts du Bourg (1965-1968)[272]
- Le Prieuré (1968-1972)[273]
- Bel Air (1963-1976) (ou Square des déportés)[274]

Progressivement, La Chapelle-Saint-Mesmin perd son allure de bourgade champêtre : en 1959, il est décidé d'apposer des plaques de noms de rues et de numéroter les maisons. Le téléphone automatique est mis en service dans la commune le 5 avril 1961. Le marché de la place du Bourg voit le jour au début des années 1960, mais disparaîtra au début des années 2010 avec le départ du dernier commerçant.
En 1962, la commune crée un cours municipal de solfège et en 1963, un cours d'enseignement musical. Les cours sont dispensés dans le petit local situé à l'ouest de l'ancienne mairie. Les interventions musicales dispensées par des enseignants musiciens dans les écoles commencent en 1973. L'école municipale de musique est créée en 1978. En 1981, son fonctionnement est assuré par l'Harmonie (associative) de la commune puis elle redevient municipale en 1982. Après avoir été dispensés dans des salles en préfabriqué situées rue d'Ingré, les cours auront lieu dans une aile de l'école élémentaire Jean-Vilar. Depuis la rentrée scolaire 1999, l'école municipale de musique occupe complètement l'ancienne mairie.
À partir des années 1950, on observe une forte évolution socioprofessionnelle vers le secteur secondaire : Les cultivateurs ne représentent plus que 14% de la population active. En 1951, est créée l'appellation d'origine vin délimité de qualité supérieure (VDQS) « vins de l'Orléanais » (Orléans (AOC)), s'étendant sur 25 communes autour d'Orléans dont La Chapelle-Saint-Mesmin. Les cépages autorisés produisaient du vin rouge ou rosé : le « gris meunier » (appelé aussi localement « auvernat gris », c'est le pinot meunier N) et le « noir dur » (cabernet franc N), tandis que pour le vin blanc, on produisait l'« auvernat blanc » (chardonnay B) et l'« auvernat gris » (pinot gris G), le tout avec un rendement limité à 45 hectolitres par hectare. Le pinot noir N (appelé localement « auvernat noir ») est ajouté à l'encépagement autorisé en 1966. La viticulture poursuit son lent déclin jusqu'à la disparition des plus importantes exploitations des vignobles locaux.
Après le développement du secteur secondaire dans les années 1950, La Chapelle évolue progressivement, à partir des années 1960, vers le secteur tertiaire. Ces changements entrainent des transformations radicales dans les domaines sociaux, démographiques et géographiques de la commune. Ils annoncent une inexorable mutation identitaire.

## Héraldique
| Blason de La Chapelle-Saint-Mesmin | Sur proposition des Archives départementales du Loiret, les armes de La Chapelle-Saint-Mesmin, adoptées par le conseil municipal en 1977, se blasonnent ainsi : « D'azur à la croix componée d'argent et de gueules de neuf pièces, cantonnée de quatre fleurs de lys d'or. » |